# Assi tedeschi della seconda guerra mondiale

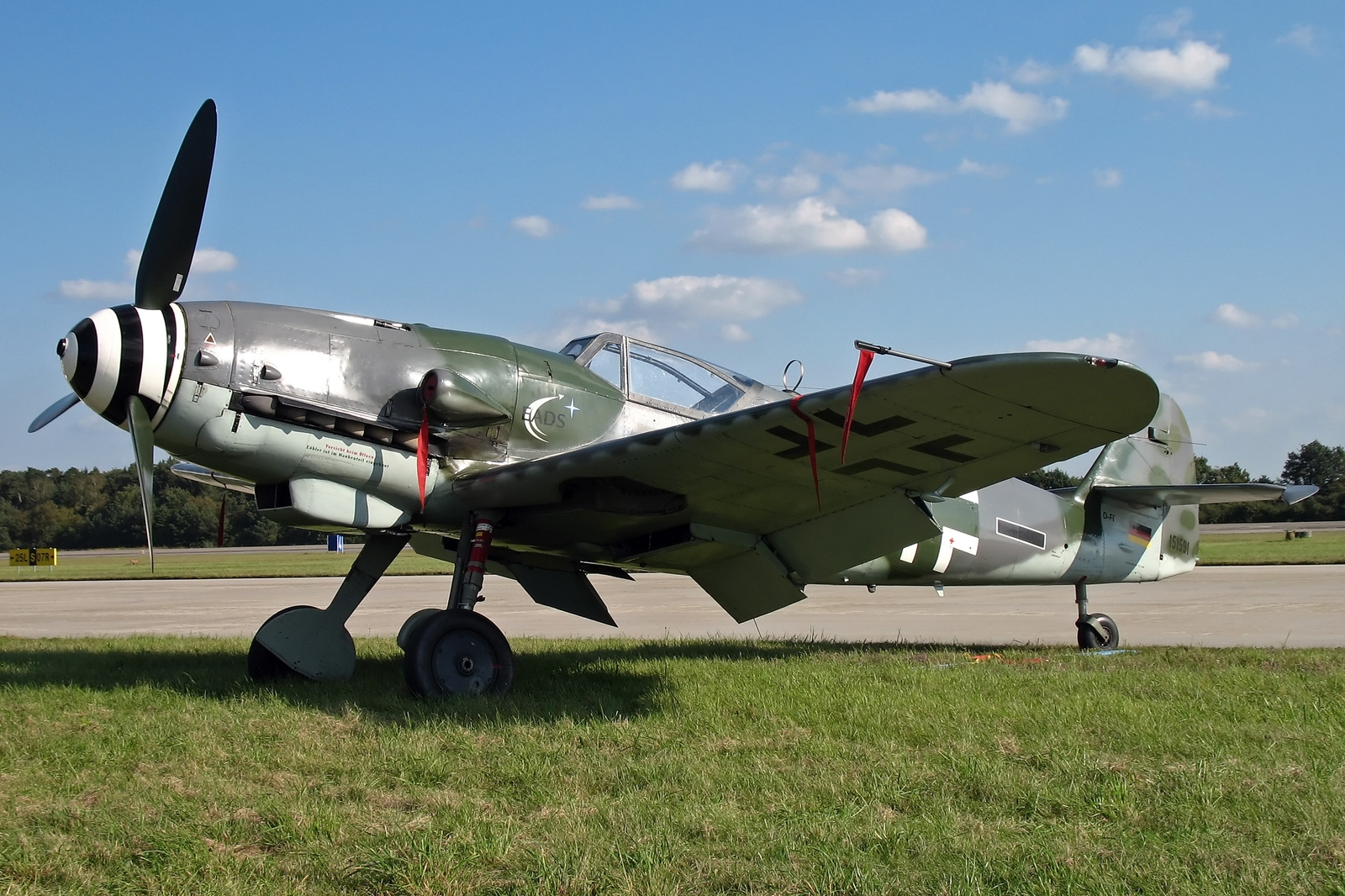
Un Messerschmitt Bf 109, colonna portante della caccia tedesca durante la seconda guerra mondiale

Questa è una lista degli assi di caccia tedeschi della seconda guerra mondiale. I piloti di caccia diurna e notturna tedeschi reclamarono più di 70.000 vittorie aeree durante la seconda guerra mondiale (25.000 contro statunitensi e britannici e 45.000 contro i sovietici). Dei 2.500 piloti tedeschi che divennero di sicuro degli assi, 103 superarono la quota di 100 vittorie individuali registrando un totale di 15.400 vittorie, circa 360 abbatterono tra i 40 ed i 100 velivoli nemici per totali 21.000 vittorie, mentre altri 500 ebbero tra le 20 e le 40 vittorie per totali 15.000 abbattimenti. Esattamente 453 aviatori vennero premiati con la Croce di Cavaliere della Croce di Ferro, 85 dei quali erano membri della caccia notturna.
Circa 12.000 piloti della caccia diurna morirono in azione o vennero dichiarati dispersi, con altri 6.000 rimasti feriti. I piloti dei Zerstörer (caccia distruttori) soffrirono 2.800 tra morti e dispersi e altri 900 feriti. La caccia notturna accusò 3.800 piloti o membri dell'equipaggio morti o dispersi e 1.400 feriti.

## Regole di attribuzione delle vittorie
I piloti da caccia tedeschi a volte dovevano attendere mesi o anni per vedersi confermata una vittoria dall'alto comando della Luftwaffe. Le regole per l'attribuzione delle vittorie aeree erano severe:
- Senza un testimone non vi era possibilità di vedersi confermata una vittoria. Il discorso valeva anche per nobili e uomini d'onore.
- La distruzione o esplosione di un aereo nemico in aria, o il paracadutarsi del pilota avversario a causa all'impossibilità di continuare a manovrare il velivolo danneggiato, doveva essere osservata o dalla videocamera di bordo o da almeno un testimone nella persona del gregario, del compagno di squadrone o di un osservatore a terra.

Nel complesso il sistema tedesco era imparziale, inflessibile, ma anche meno soggetto ad errori rispetto ai sistemi statunitensi o britannici.

## Rivendicazioni
Negli anni novanta gli archivi tedeschi resero pubblici dei microfilm del periodo bellico non visionati dal gennaio 1945. Dai filmati emerse con chiarezza che senza un testimone una vittoria non poteva ritenersi certa, ma solo probabile. Era raro, ma non impossibile, che una stessa vittoria venisse rivendicata da più di un pilota. In altri casi le vittorie reclamate vennero poi nei fatti assegnate al pilota che effettivamente distrusse l'aereo nemico, fatto questo che spiega come mai nel 1943 la Luftwaffe dichiarò di aver abbattuto più del doppio dei bombardieri Alleati realmente caduti. Circa l'80 - 90% delle rivendicazioni venne confermato o dichiarato pronto per la conferma prima che il sistema delle attribuzioni cadesse in rovina nel 1945.
I nomi evidenziati rappresentano piloti o morti in azione (KIA), o dispersi (MIA), o morti a causa delle ferite (DOW) o uccisi in un incidente di volo (KIFA). Per i gradi degli aviatori si veda la pagina "gradi della Luftwaffe". Nella colonna "Unità" sono elencate in forma abbreviata, appunto, le unità in cui servì il militare.

### A
| Nome e cognome           | Grado         | Vittorie totali in tempo di guerra | Unità                       | Note                                                       |
| ------------------------ | ------------- | ---------------------------------- | --------------------------- | ---------------------------------------------------------- |
| Heinz-Günther Adam       | Leutnant      | 7                                  | JG 26                       |                                                            |
| Horst Ademeit            | Major         | 166                                | JG 54                       | Croce di Cavaliere con Fronde di Quercia KIA 7 agosto 1944 |
| Walter Adolph            | Hauptmann     | 29 (1 in Spagna)                   | JG 27, JG 26                | Croce di Cavaliere KIA 18 settembre 1941                   |
| Heinrich-Wilhelm Ahnert  | Oberfeldwebel | 57                                 | JG 52                       | Croce di Cavaliere KIA 15 agosto 1942                      |
| Peter Ahrens             | Leutnant      | 11                                 | JG 26                       |                                                            |
| Johann Aistleitner       | Hauptmann     | 12                                 | JG 26                       | KIA 14 gennaio 1944                                        |
| Egon Albrecht            | Hauptmann     | 25                                 | ZG 76, SKG 210, ZG 1, JG 76 | Croce di Cavaliere KIA 25 agosto 1944                      |
| Rudolf Alf               | Oberfeldwebel | 12                                 | JG 2                        | KIFA 26 novembre 1944                                      |
| Ernst-George Altnorthoff | Oberleutnant  | 11                                 | JG 27                       |                                                            |
| Alfred Ambs              | Leutnant      | 7                                  | JG 7                        |                                                            |
| Peter Andel              | Leutnant      | 6                                  | JG 26                       |                                                            |
| Ernst Andres             | Oberleutnant  | 28                                 | NJG 2, NJG 4                | Croce di Cavaliere KIA 11 febbraio 1945                    |
| Lorenz Andreson          |               | 8                                  | JG 5                        |                                                            |
| Heinz Arnold             | Oberfeldwebel | 49                                 | JG 5, JG 7                  | KIA 17 aprile 1945                                         |
| Rudolf Artner            |               | 20                                 | JG 5                        |                                                            |
| Hans-Heinz Augenstein    | Hauptmann     | 46                                 | NJG 1                       | Croce di Cavaliere KIA 7 dicembre 1944                     |
| Jakob Augustin           | Leutnant      | 15                                 | JG 2                        | MIA 15 luglio 1942                                         |

### B
| Nome e cognome           | Grado          | Vittorie totali in tempo di guerra | Unità                                  | Note                                                         |
| ------------------------ | -------------- | ---------------------------------- | -------------------------------------- | ------------------------------------------------------------ |
| Sophus Baagoe            | Hauptmann      | 14                                 | ZG 76                                  | Croce di Cavaliere KIA 14 maggio 1941                        |
| Werner Baake             | Hauptmann      | 41                                 | NJG 1                                  | Croce di Cavaliere                                           |
| Emil Babenz              | Oberfeldwebel  | 24                                 | JG 26                                  |                                                              |
| Herbert Bachnick         | Leutnant       | 80                                 | JG 52                                  | Croce di Cavaliere KIA 7 agosto 1944                         |
| Johann Badum             | Leutnant       | 54                                 | JG 77                                  | Croce di Cavaliere KIA 12 gennaio 1943                       |
| Jens Bahnsen             | Feldwebel      | 18                                 | JG 27, JG 53                           |                                                              |
| Günther Bahr             | Oberfeldwebel  | 37                                 | NJG 6                                  | Croce di Cavaliere                                           |
| Hans-Joachim Bahr        |                | 7                                  | JG 5                                   |                                                              |
| Wilhelm Balthasar        | Major          | 47 (+7 in Spagna)                  | JG 27, JG 3, JG 2, JG 1                | Croce di Cavaliere con Fronde di Quercia KIA 3 luglio 1941   |
| Heinrich Bär             | Oberst         | 220/221                            | JG 51, JG 77, JG 1, JG 3, EJG 2, JV 44 | Croce di Cavaliere con Fronde di Quercia e Spade             |
| Herbert Bareuther        | Leutnant       | 55                                 | JG 51, JG 3                            | Croce Tedesca in oro KIA 30 aprile 1945                      |
| Gerhard Barkhorn         | Major          | 301                                | JG 2, JG 52, JG 6, JV 44               | Croce di Cavaliere con Fronde di Quercia e Spade             |
| Heinrich Bartels         | Oberfeldwebel  | 99                                 | JG 5, JG 27                            | Croce di Cavaliere KIA 23 dicembre 1944                      |
| Franz Barten             | Hauptmann      | 52                                 | JG 51, JG 53                           | Croce di Cavaliere KIA 4 agosto 1944                         |
| Erich Bartz              | Unteroffizier  | 30                                 | JG 51                                  |                                                              |
| Wilhelm Batz             | Major          | 237                                | JG 52                                  | Croce di Cavaliere con Fronde di Quercia e Spade             |
| Helmut Baudach           | Oberfeldwebel  | 20                                 | JG 2 EKdo 262 Kdo Nowotny JG 7         |                                                              |
| Konrad Bauer             | Oberleutnant   | 57                                 | JG 51, JG 3, JG 300                    | Croce di Cavaliere                                           |
| Viktor Bauer             | Oberst         | 106                                | JG 3                                   | Croce di Cavaliere                                           |
| Ludwig Becker            | Hauptmann      | 46                                 | NJG 11                                 | Croce di Cavaliere con Fronde di Quercia                     |
| Karl-Heinz Becker        | Feldwebel      | 7                                  | NJG 11                                 |                                                              |
| Martin Becker            | Hauptmann      | 58                                 | NJG 4, NJG 6                           | Croce di Cavaliere con Fronde di Quercia                     |
| Paul Becker              | Leutnant       | 20                                 | JG 27                                  |                                                              |
| Friedrich Beckh          | Oberstleutnant | 48                                 | JG 51, JG 52                           | Croce di Cavaliere KIA 21 giugno 1942                        |
| Franz-Josef Beerenbrock  | Leutnant       | 117                                | JG 51                                  | Croce di Cavaliere con Fronde di Quercia                     |
| Artur Beese              | Oberleutnant   | 22                                 | JG 26                                  |                                                              |
| Wilhelm Beier            | Oberleutnant   | 38                                 | NJG 2, NJG 1                           | Croce di Cavaliere                                           |
| Heinrich Beirwirth       |                |                                    |                                        |                                                              |
| Hans Beißwenger          | Oberleutnant   | 152                                | JG 54                                  | Croce di Cavaliere con Fronde di Quercia MIA 6 marzo 1943    |
| Ludwig Bellof            |                | 25                                 |                                        |                                                              |
| Helmut Belser            | Hauptmann      | 36                                 | JG 53                                  | Croce di Cavaliere KIA 19 giugno 1942                        |
| Karl-Heinz Bendert       | Oberleutnant   | 55                                 | JG 27, JG 104                          | Croce di Cavaliere                                           |
| Helmut Bennemann         | Oberstleutnant | 93                                 | JG 52, JG 53                           | Croce di Cavaliere                                           |
| Anton Benning            | Leutnant       | 28                                 | JG 106, JG 301                         | Croce di Cavaliere                                           |
| Sigfried Benz            | Leutnant       | 6                                  | JG 26                                  |                                                              |
| Helmut Bergmann          | Hauptmann      | 36                                 | NJG 4, NJG 1                           | Croce di Cavaliere                                           |
| Heinz-Edgar Berres       | Hauptmann      | 53                                 | JG 53                                  | Croce di Cavaliere MIA 25 luglio 1943                        |
| Hans Berschwinger        | Oberfeldwebel  | 20                                 | NJG 1, NJG 2                           |                                                              |
| Günther Bertram          | Oberleutnant   | 35                                 | KG 4, NJG 100                          |                                                              |
| Otto Bertram             | Major          | 22 (9 in Spagna)                   | J/88, JG 2, JG 101, JG 6               | Croce di Cavaliere                                           |
| Arthur Beth              |                | 16                                 | JG 5                                   |                                                              |
| Erich Beulich            |                | 10                                 | JG 5                                   |                                                              |
| Ernst Beutelspacher      | Oberleutnant   | 5                                  | SchG 2                                 | Croce di Cavaliere KIA 22 luglio 1944                        |
| Gerhard Beutin           | Oberfeldwebel  | 60                                 | JG 54                                  |                                                              |
| Franz Beyer              | Major          | 81                                 | JG 3                                   | Croce di Cavaliere KIA 11 febbraio 1944                      |
| Georg Beyer              | Hauptmann      | 8                                  | JG 26                                  |                                                              |
| Heinz Beyer              | Oberfeldwebel  | 33                                 | JG 5                                   |                                                              |
| Heinz Birk               |                | 14                                 | JG 5                                   |                                                              |
| Hans-Joachim Birkner     | Leutnant       | 117                                | JG 52                                  | Croce di Cavaliere KIFA 14 dicembre 1944                     |
| Emil Bitsch              | Hauptmann      | 108                                | JG 3                                   | Croce di Cavaliere KIA 15 marzo 1944                         |
| Franz Blazytko           | Oberfeldwebel  | 30                                 | JG 27                                  |                                                              |
| Joachim Blechschmidt     | Oberstleutnant | 17                                 | ZG 1                                   | Croce di Cavaliere MIA 13 luglio 1943                        |
| Günther Bleckmann        | Major          | 33                                 | SchG 1, SchG 2                         | Croce di Cavaliere KIA 1º giugno 1944                        |
| Günther Blömertz         | Leutnant       | 10                                 | JG 26                                  |                                                              |
| Walter Blume             | Major          | 14                                 | JG 26, JG 27                           |                                                              |
| Hans Ekkehard Bob        | Major          | 60                                 | JG 54, JG 3, JG 51, EJG 2, JV 44       | Croce di Cavaliere                                           |
| Karl Böhm-Tettelbach     | Oberstleutnant | 10                                 | ZG 26                                  |                                                              |
| Ernst Börngen            | Hauptmann      | 41                                 | JG 27                                  | Croce di Cavaliere                                           |
| Oscar Bösch              |                | 18                                 | JG 3                                   |                                                              |
| Wolfgang Böwing-Treuding | Oberleutnant   | 46                                 | JG 51                                  | Croce di Cavaliere KIA 11 febbraio 1943                      |
| Paul Bohm                |                | 6                                  | NJG 2                                  |                                                              |
| Kurt Bohn                | Feldwebel      | 5                                  | JG 26                                  |                                                              |
| Helmut-Felix Bolz        | Major          | 20 (+3 in Spagna)                  | JG 2                                   |                                                              |
| Eckart-Wilhelm von Bonin | Major          | 39                                 | NJG 1                                  | Croce di Cavaliere                                           |
| Hubertus von Bonin       | Oberstleutnant | 77 (+4 in Spagna)                  | JG 26, JG 52, JG 54                    | Croce di Cavaliere KIA 15 dicembre 1943                      |
| Adolf Borchers           | Major          | 132                                | JG 51, JG 52                           | Croce di Cavaliere                                           |
| Walter Borchers          | Oberstleutnant | 59                                 | ZG 76, NJG 3, NJG 5                    | Croce di Cavaliere KIA 6 marzo 1945                          |
| Eberhard von Boremski    | Hauptmann      | 104                                | JG 3, EJG 1                            | Croce di Cavaliere                                           |
| Karl Borris              | Major          | 43                                 | JG 26                                  | Croce di Cavaliere                                           |
| Ernst Börngen            | Major          | 38                                 | JG 27                                  | Croce di Cavaliere                                           |
| Hans-Joachim Borreck     | Unteroffizier  | 5                                  | JG 26                                  |                                                              |
| Franz Bozicek            |                | 5                                  | JG 5                                   |                                                              |
| Felix-Maria Brandis      | Oberleutnant   | 18                                 | JG 5                                   |                                                              |
| Kurt Brändle             | Major          | 180                                | JG 53, JG 3                            | Croce di Cavaliere con Fronde di Quercia KIA 3 novembre 1943 |
| Walter Brandt            | Oberleutnant   | 57                                 | LG 2, JG 77, JG 3                      | Croce di Cavaliere                                           |
| Paul Brandt              | Leutnant       | 34                                 | JG 54                                  |                                                              |
| Peter Bremer             | Oberfeldwebel  | 40                                 | JG 54                                  |                                                              |
| Joachim Brendel          | Hauptmann      | 189                                | JG 51                                  | Croce di Cavaliere con Fronde di Quercia                     |
| Heinz Bretnütz           | Hauptmann      | 37                                 | JG 53                                  | Croce di Cavaliere DOW 27 giugno 1941                        |
| Adolf Breves             | Hauptmann      | 17                                 | NJG 1                                  |                                                              |
| Hugo Broch               | Leutnant       | 81                                 | JG 54                                  | Croce di Cavaliere                                           |
| Jürgen Brocke            | Leutnant       | 42                                 | JG 77                                  | Croce di Cavaliere KIA 15 settembre 1942                     |
| Herbert Broennle         | Leutnant       | 58                                 | JG 54                                  | Croce di Cavaliere KIA 4 luglio 1943                         |
| Wendelin Breukel         | Leutnant       | 14                                 | NJG 2, NJG 4                           |                                                              |
| Albert Brunner           | Oberfeldwebel  | 53                                 | JG 5                                   | Croce di Cavaliere KIA 7 maggio 1943                         |
| Hermann Buchner          | Leutnant       | 58                                 | SchG 2, JG 7                           | Croce di Cavaliere                                           |
| Max Bucholz              | Major          | 30                                 | JG 3, JG 5, JG 101                     | Croce di Cavaliere                                           |
| Harry von Bülow-Bothkamp | Oberst         | 18 (+6 nella IGM)                  | JG 77, JG 2, NJG 101, NJG 105          | Croce di Cavaliere                                           |
| Adolf Buhl               | Oberleutnant   | 7                                  | LG 2                                   | KIA 27 settembre 1940                                        |
| Kurt Bühligen            | Oberstleutnant | 112                                | JG 2                                   | Croce di Cavaliere con Fronde di Quercia e Spade             |
| Johannes Bunzek          | Leutnant       | 75                                 | JG 52                                  | Croce di Cavaliere 11 dicembre 1943                          |
| Lutz-Wilhelm Burckhardt  | Hauptmann      | 69                                 | JG 77, JG 1                            | Croce di Cavaliere                                           |
| Alfred Burk              | Oberleutnant   | 28                                 | JG 52, JG 27                           |                                                              |
| Josef Bürschgens         | Hauptmann      | 10                                 | JG 26                                  |                                                              |
| Erwin Busch              | Oberleutnant   | 8                                  | JG 26                                  |                                                              |
| Rudolf Busch             |                | 40                                 | JG 51                                  |                                                              |
| Heinz Busse              | Oberleutnant   | 22                                 | JG 51                                  |                                                              |
| Erich Büttner            | Oberfeldwebel  | 8                                  | EKdo 262, Kdo Nowotny, JG 7            | KIA 20 marzo 1945                                            |
| Johannes Büttner         |                | 16                                 | JG 51                                  |                                                              |
| Bruno Buzzi              |                | 9                                  | JG 5                                   |                                                              |

### C
| Nome e cognome  | Grado     | Vittorie totali in tempo di guerra | Unità        | Note                                                        |
| --------------- | --------- | ---------------------------------- | ------------ | ----------------------------------------------------------- |
| Horst Carganico | Major     | 60                                 | JG 5         | Croce di Cavaliere KIA 27 maggio 1944                       |
| Georg Christl   | Major     | 7                                  | ZG 26, JG 10 | Croce di Cavaliere                                          |
| Ernst Christof  | Feldwebel | 9                                  | JG 26        |                                                             |
| Emil Clade      | Hauptmann | 27                                 | JG 27        | 90º compleanno compiuto nel 2006                            |
| Erwin Clausen   | Major     | 132                                | JG 77, JG 11 | Croce di Cavaliere con Fronde di Quercia KIA 4 ottobre 1943 |
| Max Clerico     |           | 7                                  | JG 54        |                                                             |
| Helmut Conter   | Leutnant  | 15                                 | NJG 100      |                                                             |
| Heino Cordes    | Leutnant  | 62                                 | JG 54        |                                                             |
| Wilhelm Crinius | Leutnant  | 114                                | JG 53        | Croce di Cavaliere con Fronde di Quercia                    |
| Peter Crump     | Leutnant  | 31                                 | JG 26        |                                                             |
| Franz Czech     | Feldwebel | 60                                 | JG 3         |                                                             |

### D
| Nome e cognome       | Grado         | Vittorie totali in tempo di guerra | Unità                      | Note                                                                 |
| -------------------- | ------------- | ---------------------------------- | -------------------------- | -------------------------------------------------------------------- |
| Paul-Heinrich Dähne  | Hauptmann     | 99                                 | JG 52, JG 1                | Croce di Cavaliere                                                   |
| Walther Dahl         | Oberst        | 128                                | JG 3, JG 300               | Croce di Cavaliere con Fronde di Quercia                             |
| Hugo Dahmer          | Hauptmann     | 57                                 | JG 26, JG 5, JG 2          | Croce di Cavaliere                                                   |
| Helmut Dahms         | Oberfeldwebel | 24                                 | NJG 100                    |                                                                      |
| Friedrich Dahn       |               | 26                                 | JG 5                       |                                                                      |
| Hans Dammers         | Leutnant      | 113                                | JG 52                      | Croce di Cavaliere DOW 17 marzo 1944                                 |
| Emil Darjes          |               | 82                                 | JG 54                      |                                                                      |
| Rudolf Dassow        | Leutnant      | 22                                 | ZG 76, ZG 6                | Croce di Cavaliere                                                   |
| Karl-Emil Demuth     |               | 16                                 | JG 1                       |                                                                      |
| Gustav Denk          | Oberleutnant  | 67                                 | JG 52                      | Croce di Cavaliere KIA 13 febbraio 1943                              |
| Adolf Dickfeld       | Oberst        | 136                                | JG 52, JG 2, JG 11         | Croce di Cavaliere con Fronde di Quercia                             |
| Erwin Diekwisch      | Hauptmann     | 12                                 | StG 1                      | Croce di Cavaliere                                                   |
| Ulrich Diesing       | Generalmajor  | 15                                 | ZG 1                       | Croce di Cavaliere                                                   |
| Gottfried Ditze      | Leutnant      | 5                                  | JG 26                      |                                                                      |
| Fritz Dinger         | Oberleutnant  | 67                                 | JG 53                      | Croce di Cavaliere KIA 27 luglio 1943                                |
| Hans Dipple          | Hauptmann     | 19                                 | JG 26                      |                                                                      |
| Hans Dirksen         | Feldwebel     | 5                                  | JG 26                      |                                                                      |
| Heinrich Dittlmann   | Oberfeldwebel | 57                                 | JG 51                      |                                                                      |
| Anton Döbele         | Leutnant      | 94                                 | JG 54                      | Croce di Cavaliere KIA 11 novembre 1943                              |
| Hans Döbrich         | Feldwebel     | 65                                 | JG 5                       | Croce di Cavaliere                                                   |
| Georg Dörffel        | Major         | 30                                 | LG 2, SG 1, SG 4           | Croce di Cavaliere con Fronde di Quercia KIA 26 maggio 1944          |
| Arnold Döring        | Leutnant      | 23                                 | KG 53, NJG 300, JG 3, JG 5 | Croce di Cavaliere                                                   |
| Franz Dörr           | Hauptmann     | 128                                | JG 5                       | Croce di Cavaliere                                                   |
| Edgar Dörre          | Feldwebel     | 9                                  | JG 26                      |                                                                      |
| Kurt Dombacher       | Oberleutnant  | 68                                 | JG 5, JG 51                | Croce di Cavaliere                                                   |
| Hans Dortenmann      | Oberleutnant  | 38                                 | JG 26, JG 54               | Croce di Cavaliere                                                   |
| Heinrich Dreisbach   |               | 16                                 | JG 5                       |                                                                      |
| Martin Drewes        | Major         | 52                                 | ZG 76, NJG 1               | Croce di Cavaliere con Fronde di Quercia                             |
| Ernst-Georg Drünkler | Hauptmann     | 47                                 | ZG 2, NJG 1, NJG 5         | Croce di Cavaliere                                                   |
| Rudi Düding          |               | 18                                 | NJG 100                    |                                                                      |
| Ernst Düllberg       | Major         | 45                                 | JG 3, JG 27, JG 76, JG 7   | Croce di Cavaliere                                                   |
| Alfred Druschel      | Oberst        | 7                                  | LG 2, SG 1, SG 4           | Croce di Cavaliere con Fronde di Quercia e Spade MIA 1º gennaio 1945 |
| Peter Düttmann       | Oberleutnant  | 152                                | JG 52                      | Croce di Cavaliere                                                   |

### E
| Nome e cognome               | Grado         | Vittorie totali in tempo di guerra | Unità                            | Note                                                          |
| ---------------------------- | ------------- | ---------------------------------- | -------------------------------- | ------------------------------------------------------------- |
| Karl Ebbighausen             | Hauptmann     | 7                                  | JG 26                            |                                                               |
| Heinz Ebeling                | Oberleutnant  | 18                                 | JG 26                            | Croce di Cavaliere                                            |
| Kurt Ebener                  | Oberleutnant  | 57                                 | JG 3, JG 11                      | Croce di Cavaliere                                            |
| Kurt Ebersberger             | Hauptmann     | 27                                 | JG 26                            |                                                               |
| Helmut Eberspächer           | Hauptmann     | 7                                  | SKG 10                           | Croce di Cavaliere                                            |
| Manfred Eberwein             | Oberleutnant  | 56                                 | JG 54                            |                                                               |
| Reinhold Eckardt             | Oberleutnant  | 22                                 | NJG 1, NJG 3                     | Croce di Cavaliere KIA 30 luglio 1942                         |
| Franz Eckerle                | Hauptmann     | 59                                 | JG 54                            | Croce di Cavaliere con Fronde di Quercia MIA 14 febbraio 1942 |
| Georg-Peter Eder             | Major         | 78                                 | JG 51, JG 26, JG 1, JG 2         | Croce di Cavaliere con Fronde di Quercia                      |
| Johannes Edmann              | Oberfeldwebel | 5                                  | JG 26                            |                                                               |
| Walter Ehle                  | Major         | 39                                 | NJG 1                            | Croce di Cavaliere KIA 17 novembre 1943                       |
| Karl-Heinz Ehlen             | Leutnant      | 7                                  | JG 26                            |                                                               |
| Hans Ehlers                  | Major         | 54                                 | JG 3, JG 1                       | Croce di Cavaliere KIA 27 dicembre 1944                       |
| Rudolf Ehrenberger           | Oberfeldwebel | 49                                 | JG 53                            | Croce di Cavaliere KIA 8 marzo 1944                           |
| Heinrich Ehrler              | Major         | 208                                | JG 5, JG 7                       | Croce di Cavaliere con Fronde di Quercia KIA 4 aprile 1945    |
| Diethelm von Eichel-Streiber | Major         | 96                                 | JG 1, JG 26, JG 51, JG 27, JV 44 | Croce di Cavaliere                                            |
| Günther Eichhorn             |               | 7                                  | JG 5                             |                                                               |
| Heinrich Eickhoff            | Oberleutnant  | 6                                  | JG 27                            |                                                               |
| Heinrich Graf von Einsiedel  | Oberleutnant  | 35                                 | JG 3                             | Croce Tedesca in oro                                          |
| Franz Eisenach               | Major         | 129                                | JG 54                            | Croce di Cavaliere                                            |
| Xaver Ellenrieder            | Leutnant      | 12                                 | JG 26                            |                                                               |
| Franz Elles                  | Feldwebel     | 5                                  | JG 27                            |                                                               |
| Walter Engel                 | Hauptmann     | 10                                 | NJG 1, NJG 5                     | Croce di Cavaliere                                            |
| Siegfried Engfer             | Oberleutnant  | 58                                 | JG 3, JG 1                       | Croce di Cavaliere                                            |
| Albert Espenlaub             | Oberfeldwebel | 14                                 | JG 27                            |                                                               |
| Wolf-Udo Ettel               | Oberleutnant  | 124                                | JG 3, JG 27                      | Croce di Cavaliere con Fronde di Quercia KIA 17 luglio 1943   |
| Heinz Ewald                  | Leutnant      | 84                                 | JG 5, JG 52                      | Croce di Cavaliere                                            |
| Wolfgang Ewald               | Major         | 78 (+1 in Spagna)                  | JG 52, JG 3                      | Croce di Cavaliere                                            |

### F
| Nome e cognome            | Grado         | Vittorie totali in tempo di guerra | Unità               | Note                                                               |
| ------------------------- | ------------- | ---------------------------------- | ------------------- | ------------------------------------------------------------------ |
| Wolfgang Falck            | Oberst        | 7                                  | ZG 1, NJG 1         | Croce di Cavaliere                                                 |
| Horst-Günther von Fassong | Hauptmann     | 136                                | JG 51, JG 11        | Croce di Cavaliere KIA 1º gennaio 1945                             |
| Hans-Joachim Fast         | Unteroffizier | 5                                  | JG 26               |                                                                    |
| Leopold Fellerer          | Hauptmann     | 41                                 | NJG 1, NJG 5, NJG 6 | Croce di Cavaliere                                                 |
| Georg Fengler             | Oberleutnant  | 16                                 | NJG 4               |                                                                    |
| Walter Fieser             |               |                                    |                     |                                                                    |
| Herbert Findeisen         | Hauptmann     | 67                                 | JG 54               | Croce di Cavaliere                                                 |
| Günter Fink               | Hauptmann     | 46                                 | JG 54               | Croce di Cavaliere KIA 15 maggio 1943                              |
| August Fischer            | Hauptmann     | 10                                 | NJG 100             |                                                                    |
| Erwin Fleig               | Leutnant      | 66                                 | JG 51               | Croce di Cavaliere                                                 |
| Josef Flögel              | Oberfeldwebel | 25                                 | NJG 1               | Croce di Cavaliere                                                 |
| Otto Fönnekold            | Oberleutnant  | 136                                | JG 52               | Croce di Cavaliere KIA 31 agosto 1944                              |
| Hermann Förster           | Oberfeldwebel | 13                                 | JG 27               |                                                                    |
| Josef Fözö                | Major         | 27 (3 in Spagna)                   | JG 51, JG 108       | Croce di Cavaliere                                                 |
| Gustav Francsi            | Oberleutnant  | 56                                 | NJG 100             | Croce di Cavaliere                                                 |
| Hans-Dieter Frank         | Major         | 55                                 | NJG 1               | Croce di Cavaliere con Fronde di Quercia KIFA 27/28 settembre 1943 |
| Rudolf Frank              | Leutnant      | 45                                 | NJG 3               | Croce di Cavaliere con Fronde di Quercia KIA 26/27 aprile 1945     |
| Alfred Franke             | Leutnant      | 60                                 | JG 53               | Croce di Cavaliere KIA 9 settembre 1942                            |
| Ludwig Franzisket         | Major         | 43                                 | JG 27               | Croce di Cavaliere                                                 |
| Hans Frese                | Leutnant      | 44                                 | JG 3                | Croce di Cavaliere                                                 |
| Wilhelm Freuwörth         | Oberfeldwebel | 58                                 | JG 52, JG 26        | Croce di Cavaliere                                                 |
| Hugo Frey                 | Hauptmann     | 32                                 | JG 11, JG 1         | Croce di Cavaliere KIA 6 marzo 1944                                |
| Siegfried Freytag         | Major         | 102                                | JG 77               | Croce di Cavaliere                                                 |
| Herbert Friebel           | Leutnant      | 58                                 | JG 51               | Croce di Cavaliere                                                 |
| Gerhard Friedrich         | Major         | 33                                 | NJG 1, NJG 4, NJG 6 | Croce di Cavaliere KIA 16 marzo 1945                               |
| Gustav Frielinghaus       | Hauptmann     | 74                                 | JG 3                | Croce di Cavaliere                                                 |
| Heinz de Fries            | Oberfeldwebel | 10                                 | NJG 100             |                                                                    |
| Hans-Jürgen Frölich       | Feldwebel     | 5                                  | JG 26               |                                                                    |
| Robert Fuchs              | Oberfeldwebel | 23                                 | JG 54               |                                                                    |
| Karl Fuchs                | Oberfeldwebel | 67                                 | JG 54               |                                                                    |
| Heinrich Füllgrabe        | Oberleutnant  | 67                                 | JG 52               | Croce di Cavaliere KIA 30 gennaio 1945                             |
| Erich Führmann            | Oberfeldwebel | 5                                  | JG 11               |                                                                    |
| Ralph Furch               | Leutnant      | 32                                 | JG 51               |                                                                    |
| Hans Fuß                  | Leutnant      | 71                                 | JG 3                | Croce di Cavaliere KIFA 10 novembre 1942                           |

### G
| Nome e cognome            | Grado           | Vittorie totali in tempo di guerra | Unità                       | Note                                                              |
| ------------------------- | --------------- | ---------------------------------- | --------------------------- | ----------------------------------------------------------------- |
| Pepi Gabl                 | Oberfeldwebel   | 38                                 | JG 51                       |                                                                   |
| Otto Gaiser               | Leutnant        | 66                                 | JG 51                       | Croce di Cavaliere                                                |
| Adolf Galland             | Generalleutnant | 104                                | JG 27, JG 26, JV 44         | Croce di Cavaliere con Fronde di Quercia, Spade e Diamanti        |
| Paul Galland              | Leutnant        | 17                                 | JG 26                       |                                                                   |
| Wilhelm-Ferdinand Galland | Major           | 55                                 | JG 26                       | Croce di Cavaliere                                                |
| Bernd Gallowitsch         | Major           | 64                                 | JG 51, JG 7                 | Croce di Cavaliere                                                |
| Josef Gärtner             | Oberfeldwebel   | 6                                  | JG 26                       |                                                                   |
| Wilhelm Gäth              | Major           | 14                                 | JG 26                       |                                                                   |
| Werner Gayko              |                 | 13                                 | JG 5                        |                                                                   |
| August Geiger             | Hauptmann       | 54                                 | NJG 1                       | Croce di Cavaliere con Fronde di Quercia KIA 29/30 settembre 1943 |
| Friedrich Geisshardt      | Hauptmann       | 102                                | LG 2, JG 77, JG 26, JG 27   | Croce di Cavaliere con Fronde di Quercia KIA 6 aprile 1942        |
| Hannes Gentzen            | Major           | 18                                 | JG 102                      |                                                                   |
| Dieter Gerhard            | Oberleutnant    | 8                                  | JG 1                        |                                                                   |
| Günther Gerhards          |                 | 18                                 | JG 52                       |                                                                   |
| Werner Gerhardt           |                 | 13                                 | JG 2, JG 1, JG 26           |                                                                   |
| Erich Gerlitz             | Major           | 18                                 | JG 51, JG 27, JG 53, JG 5   |                                                                   |
| Werner Gerth              | Hauptmann       | 27                                 | JG 3, JG 300, JG 400        | Croce di Cavaliere                                                |
| Paul Gildner              | Oberleutnant    | 44                                 | NJG 1                       | Croce di Cavaliere con Fronde di Quercia KIFA 24/25 febbraio 1943 |
| Gerhard Gleuwitz          |                 | 13                                 | JG 52                       |                                                                   |
| Rudolf Glockner           | Oberleutnant    | 32                                 | JG 5, JG 7                  | Croce Tedesca in oro                                              |
| Adolf Glunz               | Oberleutnant    | 71                                 | JG 26, JG 7                 | Croce di Cavaliere con Fronde di Quercia                          |
| Franz Götz                | Major           | 63                                 | JG 53, JG 26                | Croce di Cavaliere                                                |
| Hans Götz                 | Hauptmann       | 82                                 | JG 54                       | Croce di Cavaliere                                                |
| Heinz Golinski            | Feldwebel       | 47                                 | JG 53                       | Croce di Cavaliere                                                |
| Gordon Gollob             | Oberst          | 150                                | JG 3, JG 77                 | Croce di Cavaliere con Fronde di Quercia, Spade e Diamanti        |
| Kurt Goltzsch             | Oberleutnant    | 43                                 | JG 2                        | Croce di Cavaliere                                                |
| Heinz Gomann              |                 | 12                                 | JG 26, JG 7                 |                                                                   |
| Heinz Gossow              | Oberfeldweber   | 13                                 | KG 33, JG 300, JG 301, JG 7 | Croce di Cavaliere                                                |
| Heinz Gottlob             |                 | 6                                  | JG 26                       |                                                                   |
| Walter Grabmann           | Generalmajor    | 6 (+7 in Spagna)                   | LG 1, ZG 76                 | Croce di Cavaliere                                                |
| Hermann Graf              | Oberst          | 212                                | JG 52, JG 11                | Croce di Cavaliere con Fronde di Quercia, Spade e Diamanti        |
| Hartmann Grasser          | Major           | 103                                | JG 51                       | Croce di Cavaliere con Fronde di Quercia                          |
| Berthold Graßmuck         | Oberfeldwebel   | 65                                 | JG 52                       |                                                                   |
| Karl Gratz                | Leutnant        | 138                                | JG 52, JG 2                 | Croce di Cavaliere                                                |
| Hermann Greiner           | Hauptmann       | 51                                 | NJG 1                       | Croce di Cavaliere con Fronde di Quercia                          |
| Heinz Grimm               | Leutnant        | 27                                 | NJG 1                       | Croce di Cavaliere DOW 13 ottobre 1943                            |
| Alfred Grislawski         | Hauptmann       | 133                                | JG 52, JG 1                 | Croce di Cavaliere con Fronde di Quercia                          |
| Helmuth Grollmus          | Leutnant        | 75                                 | JG 54                       |                                                                   |
| Fritz Gromotka            | Leutnant        | 29                                 | JG 27                       | Croce di Cavaliere                                                |
| Alfred Gross              | Leutnant        | 52                                 | JG 54, JG 26                |                                                                   |
| Erich Groth               |                 | 13                                 | ZG 2, ZG 76                 |                                                                   |
| Viktor Gruber             | Feldwebel       | 10                                 | JG 27                       |                                                                   |
| Hans Grünberg             | Oberleutnant    | 82                                 | JG 3, JG 52, JG 7 JV 44     | Croce di Cavaliere                                                |
| Walter Grünlinger         |                 | 7                                  | JG 26                       |                                                                   |
| Josef Grimm               | Unteroffizier   | 5                                  | JG 27                       |                                                                   |
| Gerhard Grzymalla         |                 | 7                                  | JG 26                       |                                                                   |
| Joachim Günther           |                 | 11                                 | JG 26                       |                                                                   |
| Hermann Guhl              |                 | 15                                 | LG 2, JG 26                 |                                                                   |
| Gerhard Guttmann          |                 | 10                                 | JG 26                       |                                                                   |

### H
| Nome e cognome         | Grado         | Vittorie totali in tempo di guerra | Unità                             | Note                                                                                                |
| ---------------------- | ------------- | ---------------------------------- | --------------------------------- | --------------------------------------------------------------------------------------------------- |
| Friedrich Haas         | Leutnant      | 74                                 | JG 52                             | |
| Horst Haase            | Major         | 56                                 | JG 51, JG 3                       | Croce di Cavaliere KIA 26 novembre 1944                                                             |
| Helmut Haberda         | Oberleutnant  | 58                                 | JG 52                             | KIA 8 agosto 1943                                                                                   |
| Wilhelm Hachfeld       | Hauptmann     | 12                                 | LG 2, JG 51, ZG 2                 | Croce di Cavaliere KIA 2 dicembre 1942                                                              |
| August Hachtel         | Oberleutnant  | 5                                  | JG 400                            | Croce di Cavaliere                                                                                  |
| Joachim Hacker         | Leutnant      | 32                                 | JG 51                             | |
| Anton Hackl            | Major         | 192                                | JG 77, JG 11, JG 26, JG 300       | Croce di Cavaliere con Fronde di Quercia e Spade                                                    |
| Heinrich Hackler       | Leutnant      | 56                                 | JG 77                             | Croce di Cavaliere KIA 1º gennaio 1945                                                              |
| Heinz Hackler          | Leutnant      | 56                                 | JG 77                             | Croce di Cavaliere con Fronde di Quercia KIA 31 dicembre 1944                                       |
| Heinz-Martin Hadeball  | Hauptmann     | 33                                 | NJG 1, NJG 4, NJG 6, NJG 10       | Croce di Cavaliere                                                                                  |
| Anton Hafner           | Oberleutnant  | 204                                | JG 51                             | Croce di Cavaliere con Fronde di Quercia KIA 17 ottobre 1944                                        |
| Ludwig Häfner          | Leutnant      | 52                                 | JG 3                              | Croce di Cavaliere KIA 10 novembre 1942                                                             |
| Johannes Hager         | Hauptmann     | 48                                 | NJG 1                             | Croce di Cavaliere                                                                                  |
| Hans Hahn              | Major         | 108                                | JG 2, JG 54                       | Croce di Cavaliere con Fronde di Quercia                                                            |
| Hans Hahn              | Leutnant      | 13                                 | NJG 2                             | Croce di Cavaliere KIA 11/12 ottobre 1941                                                           |
| Hans von Hahn          | Major         | 34                                 | JG 53, JG 1, JG 103               | Croce di Cavaliere                                                                                  |
| Josef Haiböck          | Hauptmann     | 77                                 | JG 26, JG 52, JG 3                | Croce di Cavaliere                                                                                  |
| Heinz Halstrick        |               | 13                                 | JG 5                              | |
| Joachim Hamer          | Leutnant      | 35                                 | JG 51                             | |
| Alfred Hammer          |               | 26                                 | JG 53                             | |
| Karl Hammerl           | Leutnant      | 67                                 | JG 52                             | Croce di Cavaliere MIA 2 marzo 1943                                                                 |
| Gotthard Handrick      | Oberst        | 10 (+5 in Spagna)                  | JG 26, JG 77                      | Medaglia d'oro nel pentathlon moderno ai Giochi della XI Olimpiade                                  |
| Heinz Hanke            |               | 9                                  | JG 1                              | |
| Günther Hannak         | Hauptmann     | 47                                 | LG 2, JG 77, JG 27                | Croce di Cavaliere                                                                                  |
| Horst Hannig           | Oberleutnant  | 98                                 | JG 54, JG 2                       | Croce di Cavaliere con Fronde di Quercia KIA 15 maggio 1943                                         |
| Jürgen Harder          | Major         | 64                                 | JG 53, JG 11                      | Croce di Cavaliere con Fronde di Quercia KIFA 17 febbraio 1945                                      |
| Harro Harder           | Hauptmann     | 22 (+11 in Spagna)                 | JG 53                             | |
| Hans Hartigs           | Oberleutnant  | 7                                  | JG 26                             | |
| Andreas Hartl          | Feldwebel     | 11                                 | JG 302                            | |
| Erich Hartmann         | Major         | 352                                | JG 52, JG 53                      | Maggior asso dell'aviazione della storia Croce di Cavaliere con Fronde di Quercia, Spade e Diamanti |
| Ludwig Hartmann        |               | 10                                 | JG 2                              | |
| Hans-Dieter Hartwein   |               | 16                                 | JG 5                              | |
| Horst Hasse            |               | 82                                 | JG 51, JG 3                       | |
| Helmut Haugk           | Hauptmann     | 18                                 | ZG 76, ZG 26                      | Croce di Cavaliere                                                                                  |
| Werner Haugk           | Leutnant      | 9                                  | StG 77, ZG 76                     | Croce di Cavaliere KIA 18 ottobre 1944                                                              |
| Wilhelm Hauswirth      | Feldwebel     | 54                                 | JG 52                             | |
| Alfred Heckmann        | Oberleutnant  | 71                                 | JG 3, JG 26, JV 44                | Croce di Cavaliere                                                                                  |
| Günther Heckmann       | Leutnant      | 20                                 | JG 51, JG 1, JG 7                 | |
| Hubert Heckmann        |               | 5                                  | JG 1, JG 7                        | |
| Guenther Heeger        |               |                                    |                                   | |
| Alfred Heidel          |               | 9                                  | JG 27                             | |
| Joseph Heim            | Gefreiter     | 5                                  | JG 7                              | KIA 10 aprile 1945                                                                                  |
| Friedrich Heimann      | Oberfeldwebel | 30                                 | JG 51                             | |
| Kurt Hein              | Feldwebel     | 8                                  | JG 26                             | |
| Hans-Joachim Heinecke  | Hauptmann     | 28                                 | JG 27                             | |
| Engelbert Heiner       | Oberleutnant  | 15                                 | NJG 6                             | Croce di Cavaliere KIA 18/19 marzo 1945                                                             |
| Richard Heller         | Leutnant      | 22                                 | ZG 26, ZG 10                      | Croce di Cavaliere KIA 5 aprile 1945                                                                |
| Bodo Helms             |               | 6                                  | JG 5                              | |
| Horst Hennig           | Hauptmann     | 7                                  | KG 77, NJG 3                      | Croce di Cavaliere KIFA 7/8 ottobre 1944                                                            |
| Eberhard Henrici       | Oberleutnant  | 7                                  | JG 26                             | |
| Wilhelm Herget         | Major         | 73                                 | ZG 76, NJG 3, NJG 1, NJG 4, JV 44 | Croce di Cavaliere con Fronde di Quercia                                                            |
| Hajo Herrmann          | Oberst        | 9                                  | KG 4, KG 30, JG 300               | Croce di Cavaliere con Fronde di Quercia e Spade                                                    |
| Kurt Hermann           |               | 9                                  | NJG 2                             | |
| Rolf Hermichen         | Major         | 64                                 | JG 26, JG 11, JG 104              | Croce di Cavaliere con Fronde di Quercia                                                            |
| Isken Herrmann         |               |                                    |                                   | |
| Heinrich Heuser        | Feldwebel     | 5                                  | JG 26                             | |
| Hans-Joachim Heyer     | Leutnant      | 53                                 | JG 54                             | Croce di Cavaliere KIA 9 novembre 1942                                                              |
| Otto-Heinrich Hilleke  | Leutnant      | 6                                  | JG 26                             | |
| Ernst-Erich Hirschfeld | Oberleutnant  | 24                                 | JG 300, JG 54                     | Croce di Cavaliere KIA 28 luglio 1944                                                               |
| Heinz-Horst Hißbach    | Hauptmann     | 34                                 | NJG 2                             | Croce di Cavaliere KIA 15 aprile 1945                                                               |
| Walter Höckner         | Major         | 68                                 | JG 77, JG 26, JG 1, JG 4          | Croce di Cavaliere KIFA 25 agosto 1944                                                              |
| Heinrich Höfemeier     | Oberleutnant  | 96                                 | JG 51                             | Croce di Cavaliere KIA 7 agosto 1943                                                                |
| Georg Höhn             |               | 6                                  | JG 5                              | |
| Jürgen Hörschelmann    | Oberleutnant  | 44                                 | JG 3                              | |
| Anton Horwick          | Oberfeldwebel | 27                                 | NJG 2, NJG 7                      | Croce di Cavaliere KIA 19 febbraio 1945                                                             |
| Friedrich Hoffmann     | Leutnant      | 11                                 | JG 27                             | |
| Gerhard Hoffmann       | Leutnant      | 130                                | JG 52                             | Croce di Cavaliere KIFA 17 aprile 1945                                                              |
| Reinhold Hoffmann      | Leutnant      | 67                                 | JG 54                             | Croce di Cavaliere KIA 24 maggio 1944                                                               |
| Karl Hoffmann          |               | 70                                 | JG 52                             | |
| Heinrich Hoffmann      | Oberfeldwebel | 63                                 | JG 51                             | Croce di Cavaliere con Fronde di Quercia                                                            |
| Hermann Hoffmann       |               | 8                                  | JG 26                             | |
| Werner Hoffmann        | Major         | 51                                 | ZG 2, NJG 3, NJG 5                | Croce di Cavaliere                                                                                  |
| Karl-Wilhelm Hofmann   | Oberleutnant  | 44                                 | JG 26                             | Croce di Cavaliere KIA 26 marzo 1945                                                                |
| Erich Hohagen          | Major         | 56                                 | JG 51, JG 2, JG 27, JG 7, JV 44   | Croce di Cavaliere                                                                                  |
| Walter Holl            |               | 7                                  | JG 26                             | |
| Kurt Holler            |               | 18                                 | NJG 2, NJG 3, NJG 4               | |
| Helmuth Holtz          |               | 56                                 | JG 51                             | |
| Gerhard Homuth         | Major         | 63                                 | JG 27, JG 54                      | Croce di Cavaliere MIA 2 agosto 1943                                                                |
| Helmuth Hoppe          |               | 24                                 | JG 26                             | |
| Walter Horten          |               | 7                                  | JG 26                             | |
| Dietrich Hrabak        | Oberst        | 125                                | JG 76, JG 54, JG 52               | Croce di Cavaliere con Fronde di Quercia                                                            |
| Franz Hrdlicka         | Hauptmann     | 96                                 | JG 77, JG 2                       | Croce di Cavaliere KIA 25 marzo 1945                                                                |
| Eckhard Hübner         | Leutnant      | 47                                 | JG 3                              | Croce di Cavaliere KIA 28 marzo 1942                                                                |
| Wilhelm Hübner         | Leutnant      | 62                                 | JG 51                             | Croce di Cavaliere KIA 7 aprile 1945                                                                |
| Rudolf Hübl            |               | 20                                 | JG 1                              | |
| Werner Hübner          |               | 7                                  | JG 51                             | |
| Karl Hülshoff          |               | 11                                 | NJG 2                             | |
| Herbert Huppertz       | Major         | 68                                 | JG 51, JG 5, JG 2                 | Croce di Cavaliere con Fronde di Quercia KIA 8 giugno 1944                                          |
| Werner Husemann        | Major         | 34                                 | NJG 1, NJG 3                      | Croce di Cavaliere                                                                                  |
| Wolf-Dietrich Huy      | Hauptmann     | 40                                 | JG 77                             | Croce di Cavaliere con Fronde di Quercia                                                            |

### I
| Nome e cognome   | Grado         | Vittorie totali in tempo di guerra | Unità                                        | Note                                             |
| ---------------- | ------------- | ---------------------------------- | -------------------------------------------- | ------------------------------------------------ |
| Hans Iffland     |               | 18                                 | JG 3                                         |                                                  |
| Herbert Ihlefeld | Oberst        | 132 (+7 in Spagna)                 | I(J)/LG 2, JG 77, JG 52, JGr.25, JG 11, JG 1 | Croce di Cavaliere con Fronde di Quercia e Spade |
| Iro Ilk          | Major         | 10                                 | LG 1, JG 300                                 | Croce di Cavaliere KIA 25 settembre 1944         |
| Eduard Isken     | Oberfeldwebel | 56                                 | JG 77, JGr 200, I(F)/123, JG 53              | Croce di Cavaliere                               |

### J
| Nome e cognome            | Grado          | Vittorie totali in tempo di guerra | Unità               | Note                                                        |
| ------------------------- | -------------- | ---------------------------------- | ------------------- | ----------------------------------------------------------- |
| Hans-Joachim Jabs         | Oberstleutnant | 50                                 | ZG 76, NJG 1        | Croce di Cavaliere con Fronde di Quercia                    |
| Ernst Jäckel              | Feldwebel      | 8                                  | JG 26               |                                                             |
| Alfred Jakobi             |                | 10                                 | JG 5                |                                                             |
| Erich Jauer               |                | 13                                 | JG 26               |                                                             |
| Kurt Jenisch              | Leutnant       | 9                                  | JG 27               |                                                             |
| Peter Jenne               | Hauptmann      | 17                                 | JG 300              | Croce di Cavaliere KIA 2 marzo 1945                         |
| Josef Jennewein           | Leutnant       | 86                                 | JG 26, JG 51        | Croce di Cavaliere MIA 26 luglio 1943                       |
| Heinrich Jessen           | Oberleutnant   | 6                                  | JG 26               |                                                             |
| Hans Johannsen            | Leutnant       | 8                                  | JG 26               |                                                             |
| Wilhelm Johnen            | Hauptmann      | 34                                 | NJG 1, NJG 5, NJG 6 | Croce di Cavaliere                                          |
| Hermann-Friedrich Joppien | Hauptmann      | 70                                 | JG 51               | Croce di Cavaliere con Fronde di Quercia KIA 28 agosto 1941 |
| Günther Josten            | Oberleutnant   | 178                                | JG 51               | Croce di Cavaliere con Fronde di Quercia                    |
| Harald Jung               | Hauptmann      | 20                                 | JG 51               |                                                             |
| Heinrich Jung             | Hauptmann      | 68                                 | JG 54               | Croce di Cavaliere KIA 30 luglio 1943                       |

### K
| Nome e cognome           | Grado                 | Vittorie totali in tempo di guerra | Unità                       | Note                                                              |
| ------------------------ | --------------------- | ---------------------------------- | --------------------------- | ----------------------------------------------------------------- |
| Erbo Graf von Kageneck   | Hauptmann             | 67                                 | JG 27                       | Croce di Cavaliere con Fronde di Quercia DOW 12 gennaio 1942      |
| Emil Kaiser              |                       | 8                                  | JG 1                        |                                                                   |
| Herbert Kaiser           | Leutnant              | 68                                 | JG 77, JG 1, JV 44          | Croce di Cavaliere                                                |
| Peter Kalden             | Oberleutnant          | 84                                 | JG 51                       | Croce di Cavaliere                                                |
| Rolf Kaldrack            | Hauptmann             | 21 (+3 in Spain)                   | ZG 76                       | Croce di Cavaliere con Fronde di Quercia KIA 3 febbraio 1942      |
| Adolf Kalkum             | Feldwebel             | 57                                 | JG 53                       |                                                                   |
| Herbert Kaminski         | Major                 | 7                                  | ZG 76, JG 53                | Croce di Cavaliere                                                |
| Fritz Karch              | Hauptmann             | 47                                 | JG 2                        | Croce di Cavaliere                                                |
| Eberhard Kaross          | Leutnant              | 10                                 | NJG 100                     |                                                                   |
| August Kayser            |                       | 25                                 |                             |                                                                   |
| Dietrich Kehl            | Oberleutnant          | 6                                  | JG 26                       |                                                                   |
| Georg Keil               | Leutnant              | 36                                 | JG 2                        |                                                                   |
| Günther Kelch            | Hauptmann             | 13                                 | JG 26                       |                                                                   |
| Hannes Keller            | Unteroffizier         | 24                                 | JG 51                       |                                                                   |
| Lothar Keller            | Hauptmann             | 23 (+3 in Spagna)                  | JG 3                        | Croce di Cavaliere                                                |
| Kurt Kelter              |                       | 60                                 | JG 54                       |                                                                   |
| Heinz Kemethmüller       | Leutnant              | 89                                 | JG 3, JG 26                 | Croce di Cavaliere                                                |
| Karl-Heinz Kempf         | Leutnant              | 65                                 | JG 54, JG 26                | Croce di Cavaliere KIA 3 settembre 1944                           |
| Karl Kennel              | Major                 | 34                                 | ZG 26, ZG 2, SG 1, SG 2     | Croce di Cavaliere con Fronde di Quercia                          |
| Gerhard Keppler          |                       | 12                                 | JG 27                       |                                                                   |
| Georg Kiefner            |                       | 12                                 | JG 26, JV 44                |                                                                   |
| Johannes Kiel            | Hauptmann der Reserve | 25                                 | ZG 26, ZG 76                | Croce di Cavaliere KIA 29 gennaio 1944                            |
| Willy Kientsch           | Oberleutnant          | 53                                 | JG 27                       | Croce di Cavaliere con Fronde di Quercia KIA 29 gennaio 1944      |
| Rüdiger von Kirchmayr    |                       | 29                                 | JG 1, JG 11, JV 44          |                                                                   |
| Joachim Kirschner        | Hauptmann             | 188                                | JG 3, JG 27                 | Croce di Cavaliere con Fronde di Quercia 17 dicembre 1943         |
| Otto Kittel              | Oberleutnant          | 267                                | JG 54                       | Croce di Cavaliere con Fronde di Quercia e Spade 16 febbraio 1945 |
| Ernst Klager             |                       | 22                                 | JG 53                       |                                                                   |
| Hans Klein               |                       | 10                                 | JG 52                       |                                                                   |
| Alfons Klein             | Oberleutnant          | 40 (+1 in Spagna)                  | JG 52, JG 11                | Croce di Cavaliere                                                |
| Erich Klein              |                       | 5                                  | JG 5                        |                                                                   |
| Rudolf Klemm             |                       | 42                                 | JG 54, JG 26                | Croce di Cavaliere                                                |
| Heinrich Klöpper         | Oberleutnant          | 94                                 | JG 51, JG 1                 | Croce di Cavaliere KIA 29 novembre 1943                           |
| Reinhold Knacke          | Hauptmann             | 44                                 | ZG 1, NJG 1                 | Croce di Cavaliere con Fronde di Quercia KIA 3/4 febbraio 1943    |
| Kurt Knappe              | Oberfeldwebel         | 56                                 | JG 51, JG 2                 | Croce di Cavaliere KIA 3 settembre 1943                           |
| Hans Knauth              |                       | 26                                 | JG 51                       |                                                                   |
| Emil Knittel             |                       | 50                                 | JG 54                       |                                                                   |
| Heinz Knoke              | Hauptmann             | 31                                 | JG 1 & JG 11                | Croce di Cavaliere 1/2 vittoria non assegnata +12 non confermate  |
| Gerhard Koall            |                       | 37                                 | JG 3, JG 54                 | Croce di Cavaliere                                                |
| Hans-Günther Koch        |                       | 15                                 | JG 51                       |                                                                   |
| Harry Koch               |                       | 30                                 | JG 26, JG 2                 |                                                                   |
| Josef Kociok             | Oberfeldwebel         | 33                                 | ZG 76, SKG 210, 10(NJ)/ZG 1 | Croce di Cavaliere                                                |
| Armin Köhler             | Major                 | 69                                 | JG 27, JG 77                | Croce di Cavaliere                                                |
| Hans-Heinrich Koenig     |                       | 28                                 | ZG 76, NJG 3, JG 11         | Croce di Cavaliere                                                |
| Gerhard Köppen           | Leutnant              | 85                                 | JG 52                       | Croce di Cavaliere con Fronde di Quercia                          |
| Friedrich Körner         | Oberleutnant          | 36                                 | JG 27                       | Croce di Cavaliere                                                |
| Alfons Köster            | Hauptmann             | 26                                 | NJG 1, NJG 2, NJG 3         | Croce di Cavaliere KIA 6 gennaio 1945                             |
| Franz Köster             | Unteroffizier         | 7                                  |                             |                                                                   |
| Hans Kolbow              | Oberleutnant          | 27                                 | JG 20, JG 51                | Croce di Cavaliere                                                |
| Reinhard Kollak          | Stabsfeldwebel        | 49                                 | NJG 1, NJG 4                | Croce di Cavaliere                                                |
| Berthold Korts           | Leutnant              | 113                                | JG 52                       | Croce di Cavaliere KIA 29 agosto 1943                             |
| Eduard Koslowski         |                       | 13                                 | JG 53, JG 26                |                                                                   |
| Wolfgang Kosse           |                       | 46                                 | JG 26, JG 5, JG 1, JG 3     |                                                                   |
| Willi Kothmann           |                       | 13                                 | JG 27                       |                                                                   |
| Herbert Kowalski         |                       | 5                                  | JG 27                       |                                                                   |
| Heinrich Krafft          | Hauptmann             | 78                                 | JG 51, JG 3                 | Croce di Cavaliere KIA 14 dicembre 1942                           |
| Josef Kraft              | Hauptmann             | 56                                 | NJG 1, NJG 6                | Croce di Cavaliere con Fronde di Quercia                          |
| Karl-Heinz Krahl         | Hauptmann             | 24                                 | JG 2, JG 3                  | Croce di Cavaliere                                                |
| Erich Krainik            |                       | 13                                 | JG 27                       |                                                                   |
| Herbert Krenz            |                       | 12                                 | JG 27                       |                                                                   |
| Herbert Kroh             |                       |                                    |                             |                                                                   |
| Hans-Joachim Kroschinski | Leutnant              | 76                                 | JG 54                       | Croce di Cavaliere                                                |
| Heinz Krug               |                       | 9                                  | JG 26                       |                                                                   |
| Walter Krupinski         | Hauptmann             | 197                                | JG 52, JG 11, JG 26, JV 44  | Croce di Cavaliere con Fronde di Quercia                          |
| Elias Kühlein            | Leutnant              | 36                                 | JG 51                       |                                                                   |
| Wilhelm Küken            | Oberfeldwebel         | 45                                 | JG 51, JGr Ost              |                                                                   |
| Franz Kunz               |                       | 12                                 | JG 53, JG 26                |                                                                   |
| Josef Kunz               |                       | 16                                 | JG 5                        |                                                                   |
| Herbert Kutscha          | Hauptmann             | 47                                 | JG 3, JG 27, JG 11          | Croce di Cavaliere                                                |

### L
| Nome e cognome                    | Grado          | Vittorie totali in tempo di guerra | Unità                                    | Note                                                                |
| --------------------------------- | -------------- | ---------------------------------- | ---------------------------------------- | ------------------------------------------------------------------- |
| August Lambert                    | Oberleutnant   | 116                                | SG 2, JG 77                              | Croce di Cavaliere KIA 17 aprile 1945                               |
| Günther Landt                     |                | 23                                 | JG 53                                    |                                                                     |
| Emil Lang                         | Hauptmann      | 173                                | JG 54, JG 26                             | Croce di Cavaliere con Fronde di Quercia 18 vittorie in un giorno   |
| Friedrich Lange                   | Leutnant       | 8                                  | JG 26                                    |                                                                     |
| Gerhard Lange                     | Hauptmann      | 5                                  | JG 6                                     |                                                                     |
| Heinz Lange                       | Major          | 70                                 | JG 21, JG 54, JG 51                      | Croce di Cavaliere                                                  |
| Karl-Heinz Langer                 | Major          | 30                                 | JG 3                                     | Croce di Cavaliere                                                  |
| Hans-Joachim Langer               |                | 10                                 | JG 51, JG 7                              |                                                                     |
| Erwin Laskowski                   | Oberfeldwebel  | 46                                 | JG 51, JG 11                             |                                                                     |
| Kurt Lasse                        | Oberleutnant   | 39                                 | JG 77                                    | Croce di Cavaliere KIA 8 ottobre 1941                               |
| Karl Laub                         | Oberfeldwebel  | 7                                  | JG 26                                    |                                                                     |
| Bernhard Lausch                   | Oberfeldwebel  | 39                                 | JG 51                                    |                                                                     |
| Heinz Leber                       | Leutnant       | 54                                 | JG 51                                    |                                                                     |
| Alois Lechner                     | Major          | 45                                 | NJG 100, NJG 2                           | Croce di Cavaliere KIA 23 febbraio 1944                             |
| Karl-Heinz Leesmann               | Major          | 37                                 | JG 52, JG 1                              | Croce di Cavaliere KIA 25 luglio 1943                               |
| Erwin Leibold                     | Oberfeldwebel  | 11                                 | JG 26                                    |                                                                     |
| Erich Leie                        | Major          | 118                                | JG 2, JG 51, JG 77                       | Croce di Cavaliere KIA 7 marzo 1945                                 |
| Hermann Leiste                    | Leutnant       | 29                                 | JG 54                                    |                                                                     |
| Siegfried Lemke                   | Hauptmann      | 96                                 | JG 2                                     | Croce di Cavaliere                                                  |
| Wilhelm Lemke                     | Hauptmann      | 131                                | JG 3                                     | Croce di Cavaliere con Fronde di Quercia KIA 4 dicembre 1943        |
| Helmut Lennartz                   | Feldwebel      | 13                                 | JG 11, JG 7, EKdo 262, Kdo Nowotny       |                                                                     |
| Helmut Lent                       | Oberst         | 110                                | NJG 1, NJG 2, NJG 3                      | Croce di Cavaliere con Fronde di Quercia, Spade e Diamanti          |
| Richard Leppla                    | Major          | 68                                 | JG 51, JG 105, JG 6                      | Croce di Cavaliere                                                  |
| Heinrich Lesch                    |                | 8                                  | JG 5                                     |                                                                     |
| Franz Leuders                     |                |                                    |                                          |                                                                     |
| Rudolf Leuschel                   | Hauptmann      | 9                                  | JG 26                                    |                                                                     |
| Erwin Leykauf                     | Oberleutnant   | 33                                 | JG 54                                    |                                                                     |
| Fritz Liebelt                     | Leutnant       | 25                                 | JG 51                                    |                                                                     |
| Carl von Lieres                   | Oberleutnant   | 31                                 | JG 27                                    |                                                                     |
| Arnold Lignitz                    | Hauptmann      | 25                                 | JG 51, JG 54                             |                                                                     |
| Friedrich Lindelaub               | Oberfeldwebel  | 5                                  | JG 26                                    |                                                                     |
| Theodor Lindemann                 | Oberleutnant   | 7                                  | JG 26                                    |                                                                     |
| Anton Lindner                     | Oberleutnant   | 73                                 | JG 51                                    | Croce di Cavaliere                                                  |
| Walter Lindner                    |                | 64                                 | JG 52                                    |                                                                     |
| Rudi Linz                         | Leutnant       | 70                                 | JG 5                                     | Croce di Cavaliere KIA 9 febbraio 1945                              |
| Lothar Linke                      | Oberleutnant   | 27                                 | ZG 76, NJG 1, NJG 2                      | Croce di Cavaliere KIA 14 maggio 1943                               |
| Helmut Lipfert                    | Hauptmann      | 203                                | JG 52, JG 53                             | Croce di Cavaliere con Fronde di Quercia                            |
| Egmont Prinz zur Lippe-Weißenfeld | Major          | 51                                 | NJG 1                                    | Croce di Cavaliere con Fronde di Quercia KIFA 12 marzo 1944         |
| Wolfgang Lippert                  | Hauptmann      | 29 (+4 in Spagna)                  | JG 53, JG 27                             | Croce di Cavaliere KIA 3 dicembre 1941                              |
| Frank Liesendahl                  | Hauptmann      | 50                                 | JG 53, JG 2                              | Croce di Cavaliere KIA 17 luglio 1942                               |
| Stefan Litjens                    | Oberfeldwebel  | 38                                 | JG 53                                    | Croce di Cavaliere                                                  |
| Gerhard Loos                      | Oberleutnant   | 92                                 | JG 54                                    | Croce di Cavaliere KIA 6 marzo 1944                                 |
| Walter Loos                       | Oberfeldwebel  | 38                                 | JG 301, JG 3                             | Croce di Cavaliere                                                  |
| Fritz Losigkeit                   | Major          | 68                                 | JG 26, JG 1, JG 51, JG 77                | Croce di Cavaliere                                                  |
| Werner Lucas                      | Hauptmann      | 106                                | JG 3                                     | Croce di Cavaliere KIA 24 ottobre 1943                              |
| August Lübking                    |                | 38                                 | JG 5, JG 7                               |                                                                     |
| Max-Hermann Lücke                 | Oberleutnant   | 78                                 | JG 51                                    | Croce di Cavaliere KIA 8 novembre 1943                              |
| Fritz Lüddecke                    | Oberfeldwebel  | 51                                 | JG 51                                    | Croce di Cavaliere KIA 10 agosto 1944                               |
| Rudolf Lüder                      |                | 6                                  | JG 5                                     |                                                                     |
| Johannes Lutter                   | Hauptmann      | 12                                 | ZG 1, ZG 76, ZG 2, SKG 210, SKG 10, SG 4 | Croce di Cavaliere                                                  |
| Richard Lutzka                    |                | 5                                  | JG 5                                     |                                                                     |
| Herbert Lütje                     | Oberstleutnant | 50                                 | NJG 1, NJG 6                             | Croce di Cavaliere con Fronde di Quercia                            |
| Günther Lützow                    | Oberst         | 105 (+5 in Spagna)                 | JG 3, JV 44                              | Croce di Cavaliere con Fronde di Quercia e Spade MIA 24 aprile 1945 |
| August Luy                        |                | 35                                 | JG 5                                     |                                                                     |

### M
| Nome e cognome                | Grado          | Vittorie totali in tempo di guerra | Unità                     | Note |
| ----------------------------- | -------------- | ---------------------------------- | ------------------------- | --- |
| Ernst Maack                   |                | 8                                  | JG 27, JG 11              | |
| Werner Machold                | Oberleutnant   | 32                                 | JG 2                      | Croce di Cavaliere |
| Anton Mader                   | Oberstleutnant | 86                                 | JG 2, JG 77, JG 54        | Croce di Cavaliere |
| Heinz Mahlkuch                |                | 16                                 | JG 77                     | |
| Lothar Mai                    | Leutnant       | 45                                 | JG 51                     | |
| Wilhelm Mackenstedt           |                | 6                                  | JG 26                     | |
| Wilhelm Makrocki              |                | 9                                  | ZG 76, JG 26              | |
| Günther Freiherr von Maltzahn | Oberst         | 68                                 | JG 53                     | Croce di Cavaliere con Fronde di Quercia |
| Heinz Marquardt               | Oberfeldwebel  | 121                                | JG 51                     | Croce di Cavaliere |
| Hans-Joachim Marseille        | Hauptmann      | 158                                | JG 52, JG 27              | Croce di Cavaliere con Fronde di Quercia, Spade e Diamanti KIFA 30 settembre 1942                                                                       |
| Karl-Heinrich Matern          | Hauptmann      | 12                                 | ZG 1, ZG 76               | |
| Walter Matoni                 | Major          | 34                                 | JG 27, JG 26, JG 2, JG 11 | Croce di Cavaliere |
| Kurt Matzak                   | Leutnant       | 18                                 | NJG 1                     | |
| Lothar May                    |                | 45                                 | JG 51                     | |
| Egon Mayer                    | Oberstleutnant | 102                                | JG 2                      | Croce di Cavaliere con Fronde di Quercia e Spade KIA 2 marzo 1944                                                                                       |
| Otto Mayer                    |                | 22                                 | JG 27                     | |
| Hans-Karl Mayer               | Hauptmann      | 22 (+8 in Spagna)                  | JG 53, JG 26              | Croce di Cavaliere KIA 17 ottobre 1940 |
| Wilhelm Mayer                 | Leutnant       | 27                                 | JG 26                     | Croce di Cavaliere |
| Maximilian Mayerl             | Hauptmann      | 76                                 | JG 51, EJG 1              | Croce di Cavaliere |
| Erhardt Mecke                 |                | 12                                 | JG 5                      | |
| Helmut Meckel                 | Oberleutnant   | 21                                 | JG 3                      | Croce di Cavaliere KIFA 8 maggio 1943 |
| Johann-Hermann Meier          | Leutnant       | 78                                 | JG 26, JG 52              | Croce di Cavaliere KIA 15 marzo 1944 |
| Julius Meimberg               | Major          | 53                                 | JG 2, JG 53               | Croce di Cavaliere |
| Ludwig Meister                | Hauptmann      | 39                                 | NJG 1, NJG 4              | Croce di Cavaliere |
| Karl-Heinz Meltzer            | Leutnant       | 74                                 | JG 52                     | |
| Arthur Mendl                  |                | 9                                  | JG 5                      | |
| Robert Menge                  |                | 15 (+4 in Spagna)                  | JG 26                     | |
| Karl Mentnich                 |                | 7                                  | JG 27                     | |
| Hans-Jörg Merkel              |                | 30                                 | JG 52                     | |
| Helmut Mertens                | Hauptmann      | 97                                 | JG 3                      | Croce di Cavaliere |
| Werner Methfessel             |                | 8                                  | LG 1                      | |
| Manfred Meurer                | Hauptmann      | 65                                 | NJG 1, NJG 5              | Croce di Cavaliere con Fronde di Quercia KIA 21/22 gennaio 1944                                                                                         |
| Conny Meyer                   |                | 16                                 | JG 26                     | |
| Eduard Meyer                  | Leutnant       | 22                                 | ZG 26                     | Croce di Cavaliere KIA 31 March 1942 |
| Walter Meyer                  |                | 18                                 | JG 54, JG 26              | |
| Gerhard Michalski             | Oberstleutnant | 73                                 | JG 53, JG 4               | Croce di Cavaliere con Fronde di Quercia |
| Rudolf Miethig                | Hauptmann      | 101                                | JG 52                     | Croce di Cavaliere KIA 10 giugno 1943 |
| Klaus Mietusch                |                | 76                                 | JG 26                     | Croce di Cavaliere con Fronde di Quercia KIA 17 settembre 1944                                                                                          |
| Wilhelm Mink                  | Oberfeldwebel  | 72                                 | JG 51, EJG 1              | Croce di Cavaliere KIA 12 marzo 1945 |
| Bruno Mischkot                |                | 7                                  | JG 26, JG 3, JG 2, EJG 2  | |
| Helmut Missner                | Oberfeldwebel  | 82                                 | JG 54                     | Croce di Cavaliere KIA 12 settembre 1944 |
| Erich Mix                     |                | 13 (+3 nella IGM)                  | JG 1, JG 2, JG 53         | |
| Ernst-Wilhelm Modrow          | Major          | 34                                 | NJG 1                     | Croce di Cavaliere |
| Werner Mölders                | Oberst         | 100 (+15 in Spagna)                | JG 51                     | Croce di Cavaliere con Fronde di Quercia, Spade e Diamanti Primo pilota nella storia dell'aviazione a raggiungere le 100 vittorie KIFA 22 novembre 1941 |
| Wilhelm Moritz                | Major          | 44                                 | JG 51, JG 3               | Croce di Cavaliere |
| August Mors                   | Leutnant       | 60                                 | JG 5                      | Croce di Cavaliere KIA 8 agosto 1944 |
| Friedrich-Karl Müller         | Oberstleutnant | 140                                | JG 53, JG 3               | Croce di Cavaliere con Fronde di Quercia KIA 29 maggio 1944                                                                                             |
| Friedrich-Karl Müller         | Major          | 30                                 | NJG 11, JG 300            | Croce di Cavaliere |
| Fritz Müller                  | Leutnant       | 22                                 | JG 7                      | |
| Kurt Müller                   | Oberleutnant   | 5                                  | JG 26                     | |
| Rudolf Müller                 | Oberfeldwebel  | 94                                 | JG 5                      | Croce di Cavaliere Morto in un campo di prigionia il 21 giugno 1943                                                                                     |
| Wilhelm Müller                | Oberfeldwebel  | 10                                 | JG 26                     | |
| Gerhard Müller-Dühne          | Leutnant       | 5                                  | JG 26                     | |
| Joachim Müncheberg            | Major          | 135                                | JG 26, JG 51, JG 77       | Croce di Cavaliere con Fronde di Quercia e Spade KIA 23 marzo 1943                                                                                      |
| Leopold Münster               | Leutnant       | 95                                 | JG 3                      | Croce di Cavaliere con Fronde di Quercia KIA 8 maggio 1944                                                                                              |
| Hubert Mütherich              | Oberleutnant   | 43                                 | JG 51, JG 54              | |
| Georg Munderloh               | Oberfeldwebel  | 20                                 | JG 54                     | |
| Karl "Fox" Munz               | Leutnant       | 60                                 | JG 52, JG 7               | |

### N
| Nome e cognome          | Grado          | Vittorie totali in tempo di guerra | Unità                      | Note                                                                           |
| ----------------------- | -------------- | ---------------------------------- | -------------------------- | ------------------------------------------------------------------------------ |
| Heinz Nacke             | Major          | 14                                 | ZG 76, NJG 3               | Croce di Cavaliere                                                             |
| Johannes Naumann        | Major          | 34                                 | JG 26, JG 6, JG 7          | Croce di Cavaliere                                                             |
| Willi Nemitz            | Leutnant       | 81                                 | JG 52                      | Croce di Cavaliere KIA 11 aprile 1943                                          |
| Wolfgang Neu            | Hauptmann      | 12                                 | JG 26                      |                                                                                |
| Hermann Neuhoff         | Leutnant       | 40                                 | JG 53                      | Croce di Cavaliere                                                             |
| Klaus Neumann           | Leutnant       | 37                                 | JG 51, JG 3, JG 7, JV 44   | Croce di Cavaliere                                                             |
| Karl Neumann            |                |                                    |                            |                                                                                |
| Helmut Neumann          | Leutnant       | 62                                 | JG 5                       | Karl Neumann                                                                   |
| Eduard Neumann          | Oberstleutnant | 11 (+2 in Spagna)                  | JG 26, JG 27               |                                                                                |
| Siegfried Ney           | Oberfeldwebel  | 11                                 | NJG 1                      |                                                                                |
| Hans Niederhoefer       |                |                                    |                            |                                                                                |
| Karl-Gottfried Nordmann | Oberst         | 78                                 | JG 51                      | Croce di Cavaliere con Fronde di Quercia                                       |
| Jakob Norz              | Leutnant       | 117                                | JG 5                       | Croce di Cavaliere KIA 16 settembre 1944                                       |
| Walter Nowotny          | Major          | 258                                | JG 54, Kdo Nowotny, JG 101 | Croce di Cavaliere con Fronde di Quercia, Spade e Diamanti KIA 8 novembre 1944 |

### O
| Nome e cognome         | Grado           | Vittorie totali in tempo di guerra | Unità                    | Note                                                                |
| ---------------------- | --------------- | ---------------------------------- | ------------------------ | ------------------------------------------------------------------- |
| Horst Oberlander       |                 |                                    |                          |                                                                     |
| Friedrich Obleser      | Oberleutnant    | 120                                | JG 52                    | Croce di Cavaliere                                                  |
| Walter Oesau           | Oberst          | 118 (+9 in Spagna)                 | JG 1, JG 2, JG 51, J/88  | Croce di Cavaliere con Fronde di Quercia e Spade KIA 11 maggio 1944 |
| Walter Ohlrogge        | Leutnant        | 77                                 | JG 3, JG 7               | Croce di Cavaliere                                                  |
| Robert Olejnik         | Major           | 41                                 | JG 2, JG 3, JG 1, JG 400 | Croce di Cavaliere                                                  |
| Emil Omert             | Hauptmann       | 70                                 | JG 3, JG 2, JG 77        | Croce di Cavaliere KIA 24 aprile 1944                               |
| Theodor Osterkamp      | Generalleutnant | 6 (+32 nella IGM)                  | JG 51                    | Croce di Cavaliere                                                  |
| Max-Hellmuth Ostermann | Oberleutnant    | 102                                | ZG 1, JG 54              | Croce di Cavaliere con Fronde di Quercia e Spade KIA 9 agosto 1942  |

### P
| Nome e cognome      | Grado         | Vittorie totali in tempo di guerra | Unità               | Note                                                                |
| ------------------- | ------------- | ---------------------------------- | ------------------- | ------------------------------------------------------------------- |
| Horst Patuschka     | Hauptmann     | 23                                 | NJG 2               | Croce di Cavaliere KIA 6 marzo 1943                                 |
| Georg Pavenzinger   | Feldwebel     | 5                                  | JG 51               |                                                                     |
| Hans Peterburs      | Oberfeldwebel | 18                                 | ZG 76, ZG 1         | Croce di Cavaliere                                                  |
| Viktor Petermann    | Oberleutnant  | 64                                 | JG 52, JG 7         | Croce di Cavaliere                                                  |
| Erhard Peters       | Leutnant      | 64                                 | JG 52, JG 7         |                                                                     |
| Horst Petzchler     |               |                                    |                     |                                                                     |
| Karl Pfeiffer       | Oberfeldwebel | 10                                 | NJG 1               |                                                                     |
| Rudolf Pflanz       | Hauptmann     | 52                                 | JG 2                | Croce di Cavaliere KIA 31 luglio 1942                               |
| Helmut Pfüller      | Oberfeldwebel | 28                                 | JG 51               |                                                                     |
| Hans Philipp        | Major         | 206                                | JG 54, JG 1         | Croce di Cavaliere con Fronde di Quercia e Spade KIA 8 ottobre 1943 |
| Wilhelm Philipp     | Oberfeldwebel | 81                                 | JG 54               | Croce di Cavaliere                                                  |
| Hans Philips        |               |                                    |                     |                                                                     |
| Anton-Rudolf Piffer | Leutnant      | 26                                 | JG 1                | Croce di Cavaliere KIA 17 giugno 1944                               |
| Johann Pilcher      | Leutnant      | 75                                 | JG 77               |                                                                     |
| Rolf Pingel         | Major         | 28 (+6 in Spagna)                  | JG 26, JG 53        | Croce di Cavaliere                                                  |
| Karl-Heinz Plücker  | Oberleutnant  | 34                                 | JG 1, JG 52         |                                                                     |
| Josef Pöhs          | Oberleutnant  | 43                                 | JG 54               | Croce di Cavaliere KIA 30 dicembre 1943                             |
| Wolfgang Polster    |               |                                    |                     |                                                                     |
| Hans Prager         | Leutnant      | 23                                 | JG 26               |                                                                     |
| Alexander Preinfalk | Oberfeldwebel | 78                                 | JG 77, JG 51, JG 53 | Croce di Cavaliere KIA 12 dicembre 1944                             |
| Bela Preisler       | Unteroffizier | 6                                  | JG 5                |                                                                     |
| Rolf Prigge         | Oberfänrich   | 5                                  | JG 27, JG 7         |                                                                     |
| Josef Priller       | Oberst        | 101                                | JG 51, JG 26        | Croce di Cavaliere con Fronde di Quercia e Spade                    |
| Rolf-Peter Pringle  |               |                                    |                     |                                                                     |
| Herbert Puschmann   | Hauptmann     | 57                                 | JG 51               | Croce di Cavaliere                                                  |
| Emil Puttfargen     |               |                                    |                     |                                                                     |

### Q
| Nome e cognome     | Grado                      | Vittorie totali in tempo di guerra | Unità       | Note                                   |
| ------------------ | -------------------------- | ---------------------------------- | ----------- | -------------------------------------- |
| Klaus Quaet-Faslem | Major                      | 49                                 | JG 53, JG 3 | Croce di Cavaliere KIA 30 gennaio 1944 |
| Richard Quante     | Feldwebel                  | 49                                 | JG 51       | KIA 14 agosto 1942                     |
| Werner Quast       | Fahnenjunker-Oberfeldwebel | 84                                 | JG 52       | Croce di Cavaliere                     |

### R
| Nome e cognome        | Grado          | Vittorie totali in tempo di guerra | Unità               | Note |
| --------------------- | -------------- | ---------------------------------- | ------------------- | --- |
| Rudolf Rademacher     | Oberleutnant   | 126                                | JG 54, JG 7         | Croce di Cavaliere |
| Waldemar Radener      | Oberleutnant   | 37                                 | JG 26, JG 300       | Croce di Cavaliere |
| Günther Radusch       | Oberst         | 64 (+1 in Spagna)                  | NJG 1, NJG 2, NJG 3 | Croce di Cavaliere con Fronde di Quercia                                                                                 |
| Gerhard Raht          | Hauptmann      | 58                                 | NJG 2               | Croce di Cavaliere con Fronde di Quercia                                                                                 |
| Günther Rall          | Major          | 275                                | JG 52, JG 11        | Croce di Cavaliere con Fronde di Quercia e Spade                                                                         |
| Karl Rammelt          | Major          | 46                                 | JG 51               | Croce di Cavaliere |
| Alfred Rauch          | Leutnant       | 60                                 | JG 51               | Croce di Cavaliere |
| Paul-Hubert Rauh      | Hauptmann      | 31                                 | NJG 4               | Croce di Cavaliere |
| Karl-Wolfgang Redlich | Major          | 37 (+4 o forse 2 in Spagna)        | JG 27               | Croce di Cavaliere KIA 29 maggio 1944                                                                                    |
| Hans Reiff            | Oberfeldwebel  | 48                                 | JG 3                | |
| Ernst-Wilhelm Reinert | Oberleutnant   | 174                                | JG 77, JG 27        | Croce di Cavaliere con Fronde di Quercia e Spade                                                                         |
| Hans-Günther Reinhard | Oberfeldwebel  | 44                                 | JG 54               | |
| Peter Reischer        | Oberleutnant   | 19                                 | JG 26               | |
| Hans Remmer           | Hauptmann      | 27                                 | JG 27               | Croce di Cavaliere KIA 2 aprile 1944                                                                                     |
| Anton Resch           | Oberleutnant   | 91                                 | JG 52               | Croce di Cavaliere |
| Rudolf Resch          | Major          | 93 (+1 in Spagna)                  | JG 52, JG 51        | Croce di Cavaliere KIA 11 luglio 1943                                                                                    |
| Willi Reschke         | Oberfeldwebel  | 28                                 | JG 302, JG 301      | Croce di Cavaliere |
| Ralph von Rettberg    | Oberst         | 8                                  | ZG 26, ZG 1         | Croce di Cavaliere |
| Horst Reuter          |                |                                    |                     | |
| Ernst Richter         | Oberfeldwebel  | 20                                 | JG 54               | |
| Hans Richter          | Leutnant       | 22                                 | JG 27               | |
| Eckhard Roch          | Leutnant       | 5                                  | JG 26               | |
| Gustav Rödel          | Oberst         | 98                                 | JG 27               | Croce di Cavaliere con Fronde di Quercia                                                                                 |
| Hans Röhrig           | Hauptmann      | 75                                 | JG 53               | Croce di Cavaliere KIA 13 luglio 1943                                                                                    |
| Detlev Rohwer         | Hauptmann      | 38                                 | JG 3, JG 1          | Croce di Cavaliere |
| Heinz Rökker          | Hauptmann      | 64                                 | NJG 2               | Croce di Cavaliere con Fronde di Quercia                                                                                 |
| Herbert Rollwage      | Oberleutnant   | 102                                | JG 53               | Croce di Cavaliere con Fronde di Quercia                                                                                 |
| Oskar Romm            | Oberleutnant   | 92                                 | JG 51, JG 3         | Croce di Cavaliere |
| Heinrich Rosenberg    |                |                                    |                     | |
| Theodor Rossiwall     | Oberstleutnant | 21                                 | ZG 76, NJG 4        | Croce di Cavaliere |
| Edmund Roßmann        | Leutnant       | 93                                 | JG 52               | Croce di Cavaliere |
| Wolfgang Rost         |                |                                    |                     | |
| Willi Roth            | Leutnant       | 20                                 | JG 26               | |
| Günther Rübell        | Hauptmann      | 47                                 | JG 51, JG 104       | Croce di Cavaliere |
| Hans-Ulrich Rudel     | Oberst         | 9                                  | SG 2                | Croce di Cavaliere con Fronde di Quercia in Oro, Spade e Diamanti (unico in tutta la Wehrmacht a ricevere tale medaglia) |
| Erich Rudorffer       | Major          | 222                                | JG 2, JG 54, JG 7   | Croce di Cavaliere con Fronde di Quercia e Spade 13 vittorie in una missione                                             |
| Helmut Rüffler        | Oberfeldwebel  | 98                                 | JG 3                | Croce di Cavaliere |
| Franz Rühl            | Oberleutnant   | 36                                 | JG 3                | Croce di Cavaliere KIA 24 dicembre 1944                                                                                  |
| Friedrich Rupp        | Leutnant       | 52                                 | JG 54               | Croce di Cavaliere KIA 15 maggio 1943                                                                                    |
| Otto Russ             |                |                                    |                     | |
| Martin Rysavy         | Oberleutnant   | 8                                  | JG 26               | |

### S
| Nome e cognome                      | Grado          | Vittorie totali in tempo di guerra | Unità                                       | Note |
| ----------------------------------- | -------------- | ---------------------------------- | ------------------------------------------- | --- |
| Heinz Sachsenberg                   | Leutnant       | 104                                | JG 52                                       | Croce di Cavaliere                                                                                            |
| Florian Salwender                   | Oberfeldwebel  | 25                                 | JG 77, JG 5                                 | Morto in un campo di prigionia sovietico                                                                      |
| Carl Sattig                         | Hauptmann      | 53                                 | JG 54                                       | Croce di Cavaliere KIA 10 agosto 1942                                                                         |
| Erwin Sawallisch                    | Oberfeldwebel  | 36                                 | JG 27                                       | |
| Heinrich Prinz zu Sayn-Wittgenstein | Major          | 83                                 | NJG 2, NJG 3                                | Croce di Cavaliere con Fronde di Quercia e Spade KIA 21/22 gennaio 1944                                       |
| Günther Schack                      | Hauptmann      | 174                                | JG 51, JG 3                                 | Croce di Cavaliere con Fronde di Quercia                                                                      |
| Emil Schact                         |                | 25                                 |                                             | |
| Johann Schalk                       | Oberst         | 21                                 | ZG 26, NJG 3, NJG 4                         | Croce di Cavaliere                                                                                            |
| Franz Schall                        | Hauptmann      | 133                                | JG 52, Kdo Nowotny, JG 7                    | Croce di Cavaliere KIFA 10 aprile 1945                                                                        |
| Ludwig Scharf                       |                | 18                                 | JG 5                                        | |
| Gerhard Schaschke                   | Hauptmann      | 22                                 | ZG 76                                       | |
| Paul Schauder                       | Hauptmann      | 20                                 | JG 26                                       | |
| Günther Scheel                      | Leutnant       | 71                                 | JG 54                                       | Croce di Cavaliere MIA 16 luglio 1943 In totale effettuate 70 missioni                                        |
| Klaus Scheer                        | Leutnant       | 24                                 | NJG 100                                     | |
| Rudolf Scheffel                     | Hauptmann      | 7                                  | ZG 1, ZG 26                                 | Croce di Cavaliere                                                                                            |
| Wolfgang Schellmann                 | Oberstleutnant | 13 (+12 in Spagna)                 | JG 2, JG 27                                 | Croce di Cavaliere KIA 22 giugno 1941                                                                         |
| Wolfgang Schenck                    | Oberstleutnant | 18                                 | SG 2, ZG 1, SKG 210, KG 51                  | Croce di Cavaliere con Fronde di Quercia                                                                      |
| Georg Schentke                      | Oberleutnant   | 90                                 | JG 3                                        | Croce di Cavaliere KIA 25 dicembre 1942                                                                       |
| Ernst Scheufele                     |                | 18                                 | JG 5, JG 4                                  | |
| Karl-Heinz Scherfling               | Oberfeldwebel  | 33                                 | NJG 1                                       | Croce di Cavaliere KIA 21 luglio 1944                                                                         |
| Erich Scheyda                       |                | 20                                 | JG 26                                       | |
| Franz Schieß                        | Hauptmann      | 67                                 | JG 53                                       | Croce di Cavaliere KIA 2 settembre 1943                                                                       |
| Wilhelm Schilling                   | Oberleutnant   | 63                                 | JG 54, EJG 1                                | Croce di Cavaliere                                                                                            |
| Hans Schleef                        | Oberleutnant   | 99                                 | JG 3, JG 5, JG 4                            | Croce di Cavaliere KIA 31 dicembre 1944                                                                       |
| Hermann Schleinhege                 | Leutnant       | 97                                 | JG 3, JG 54                                 | Croce di Cavaliere                                                                                            |
| Joachim Schlichting                 | Major          | 3 (+5 in Spagna)                   | JG 27                                       | Croce di Cavaliere                                                                                            |
| Karl-Friedrich Schlosstein          |                | 8                                  | JG 77, JG 5                                 | |
| Dietrich Schmidt                    | Hauptmann      | 43                                 | NJG 1                                       | Croce di Cavaliere                                                                                            |
| Erich Schmidt                       | Oberleutnant   | 47                                 | JG 53                                       | Croce di Cavaliere KIA 31 agosto 1941                                                                         |
| Johannes Schmidt                    |                | 12                                 | JG 26                                       | |
| Rudolf Schmidt                      | Feldwebel      | 42                                 | JG 77                                       | Croce di Cavaliere KIA 6 aprile 1942                                                                          |
| Gottfried Schmidt                   |                | 8                                  | JG 26                                       | |
| Heinz Schmidt                       | Hauptmann      | 173                                | JG 52                                       | Croce di Cavaliere con Fronde di Quercia MIA 5 settembre 1943                                                 |
| Winfrid Schmidt                     |                | 19                                 | JG 3                                        | |
| Heinz-Wolfgang Schnaufer            | Major          | 121                                | NJG 1, NJG 4                                | Croce di Cavaliere con Fronde di Quercia, Spade e Diamanti Miglior asso della caccia notturna durante la IIGM |
| August Schneider                    |                | 11                                 | JG 5                                        | |
| Hugo Schneider                      |                | 9                                  | JG 27                                       | |
| Walter Schneider (aviatore)         |                | 20                                 | JG 26                                       | |
| Gerhard Schneider                   |                | 41                                 | JG 51, JGr Ost                              | |
| Karl-Heinz Schnell                  | Major          | 72                                 | JG 51, JG 53, JV 44                         | Croce di Cavaliere                                                                                            |
| Siegfried Schnell                   | Major          | 93                                 | JG 54, JG 2                                 | Croce di Cavaliere con Fronde di Quercia KIA 25 febbraio 1944                                                 |
| Karl Schnörrer                      |                | 46                                 | JG 54, JG 7, Kdo Nowotny                    | Croce di Cavaliere                                                                                            |
| Herbert Schob                       | Hauptmann      | 22 (+6 in Spagna)                  | LG 1, ZG 76, ZG 26                          | Croce di Cavaliere                                                                                            |
| Erich Schöfbock                     |                | 14                                 | JG 27                                       | |
| Rudolf Schoenert                    | Major          | 64                                 | NJG 1, NJG 2, NJG 3, NJG 100, NJG 10, NJG 5 | Croce di Cavaliere con Fronde di Quercia                                                                      |
| Helmuth Schönfelder                 | Oberfeldwebel  | 56                                 | JG 51                                       | Croce di Cavaliere                                                                                            |
| Gerhard Schöpfel                    | Major          | 45                                 | JG 26, JG 4, JG 6                           | Croce di Cavaliere                                                                                            |
| Günther Scholz                      |                | 34 (+1 in Spain)                   | JG 54, JG 5                                 | |
| Herbert Schramm                     | Hauptmann      | 42                                 | JG 53, JG 27                                | Croce di Cavaliere con Fronde di Quercia KIA 1º dicembre 1943                                                 |
| Alfred Schreiber                    | Leutnant       | 7                                  | ZG 26, EKdo 262, Kdo Nowotny, JG 7          | KIFA 26 novembre 1944                                                                                         |
| Werner Schröer                      | Major          | 114                                | JG 3, JG 27, JG 54                          | Croce di Cavaliere con Fronde di Quercia e Spade                                                              |
| Fritz Schröter                      | Major          | 11                                 | JG 2, SKG 10, SG 5, SG 4                    | Croce di Cavaliere                                                                                            |
| Hans Schubert                       |                | 8                                  | JG 1                                        | |
| Walter Schuck                       | Oberleutnant   | 206                                | JG 5, JG 7                                  | Croce di Cavaliere con Fronde di Quercia                                                                      |
| Franz Schulte                       | Feldwebel      | 46                                 | JG 77                                       | Croce di Cavaliere KIA 12 agosto 1942                                                                         |
| Franz Schulte                       | Feldwebel      | 46                                 | JG 77                                       | Croce di Cavaliere                                                                                            |
| Helmuth Schulte                     | Hauptmann      | 25                                 | NJG 5                                       | Croce di Cavaliere                                                                                            |
| Gerhard Schulwitz                   |                | 9                                  | JG 26                                       | |
| Otto Schultz                        | Hauptmann      | 73                                 | JG 51                                       | Croce di Cavaliere                                                                                            |
| Otto Schulz                         | Oberleutnant   | 51                                 | JG 27                                       | Croce di Cavaliere KIA 17 giugno 1942                                                                         |
| Leo Schuhmacher                     | Leutnant       | 23                                 | ZG 76, JG 1, JV 44                          | Croce di Cavaliere                                                                                            |
| Werner Schumacher                   |                | 30                                 | JG 5                                        | |
| Heinz Schumann                      |                | 21                                 | JG 51, JG 2 SKG 10                          | |
| Franz Schwaiger                     | Leutnant       | 67                                 | JG 3                                        | Croce di Cavaliere KIA 24 aprile 1944                                                                         |
| Günther Schwanecke                  |                | 10                                 | JG 77, JG 5                                 | |
| Gerhard Schwartz                    |                | 20                                 | JG 51                                       | |
| Günther Schwarz                     |                | 40                                 | JG 51                                       | |
| Georg Seckel                        |                | 40                                 | JG 77, JG 200, JG 4                         | |
| Hermann Segatz                      |                | 40                                 | JG 26, JG 51, JG 5, JG 1                    | |
| Günther Seeger                      | Oberleutnant   | 56                                 | JG 53, JG 2                                 | Croce di Cavaliere                                                                                            |
| Georg Seelmann                      | Oberleutnant   | 39                                 | JG 51, JG 103                               | Croce di Cavaliere                                                                                            |
| Hermann Segatz                      |                | 40                                 | JG 26, JG 51, JG 5, JG 1                    | |
| Alfred Seidl                        |                | 31                                 | JG 53, JG 3, JG 7                           | |
| Georg Seidel                        |                | 47                                 | JG 51                                       | |
| Johannes Seifert                    | Oberstleutnant | 57                                 | JG 26                                       | Croce di Cavaliere                                                                                            |
| Peter Seigler                       |                |                                    |                                             | |
| Reinhard Seiler                     | Major          | 109 (+9 in Spain)                  | JG 54, JG 104                               | Croce di Cavaliere con Fronde di Quercia                                                                      |
| Erich von Selle                     |                | 7                                  | JG 26                                       | |
| Waldemar Semelka                    |                | 75                                 | JG 52                                       | |
| Paul Semrau                         | Major          | 46                                 | NJG 2                                       | Croce di Cavaliere con Fronde di Quercia KIA 8 febbraio 1945                                                  |
| Fritz Sengschmitt                   |                | 15                                 | ZG 76, ZG 26                                | |
| Heinrich Setz                       | Major          | 138                                | JG 27, JG 77                                | Croce di Cavaliere con Fronde di Quercia KIA 13 marzo 1943                                                    |
| Peter Siegler                       | Feldwebel      | 48                                 | JG 54                                       | Croce di Cavaliere MIA 24 settembre 1942                                                                      |
| Rudolf Sigmund                      | Hauptmann      | 28                                 | NJG 1                                       | Croce di Cavaliere KIA 4 ottobre 1943                                                                         |
| Friedrich Simon                     |                | 22                                 | JG 51                                       | |
| Siegfried Simsch                    |                | 54                                 | JG 52, JG 1, JG 11                          | |
| Rudolf Sinner                       |                | 39                                 | JG 27                                       | |
| Kurt Sochatzky                      |                | 39                                 | JG 3                                        | Croce di Cavaliere                                                                                            |
| Waldemar Söffing                    |                | 35                                 | JG 26                                       | |
| Gerhard Sommer                      |                | 20                                 | JG 11, JG 1                                 | Croce di Cavaliere                                                                                            |
| Hermann Sommer                      |                | 19                                 | NJG 2, NJG 102                              | |
| Wolfgang Späte                      | Major          | 99                                 | JG 54, JG 400, JG 7                         | Croce di Cavaliere con Fronde di Quercia                                                                      |
| Günther Specht                      | Oberstleutnant | 34                                 | ZG 26, JG 11                                | Croce di Cavaliere MIA 1º gennaio 1945                                                                        |
| Wilhelm Spies                       | Major          | 20                                 | ZG 26                                       | Croce di Cavaliere con Fronde di Quercia KIA 27 gennaio 1942                                                  |
| Robert Spreckles                    |                | 12                                 | JG 11, JG 1                                 | |
| Gustav Sprick                       | Oberleutnant   | 31                                 | JG 26                                       | Croce di Cavaliere                                                                                            |
| Karl Stadek                         |                | 29                                 | JG 51                                       | |
| Hans-Arnold Stahlschmidt            | Oberleutnant   | 59                                 | JG 27                                       | Croce di Cavaliere con Fronde di Quercia MIA 7 settembre 1942                                                 |
| Hermann Staiger                     | Major          | 63                                 | JG 51, JG 26, JG 1, JG 7                    | Croce di Cavaliere                                                                                            |
| Friedrich-Wilhelm Stakejahn         |                | 9                                  | JG 5, SG 4                                  | |
| Otto Stammberger                    | Oberleutnant   | 7                                  | JG 26                                       | |
| Hans Stechmann                      |                |                                    |                                             | |
| Günther Stedtfeld                   |                |                                    |                                             | |
| Karl Steffen                        | Oberfeldwebel  | 59                                 | JG 52                                       | MIA 14 agosto 1943                                                                                            |
| Hans-Joachim Steffens               | Leutnant       | 22                                 | JG 51                                       | |
| Leopold Steinbatz                   | Leutnant       | 99                                 | JG 52                                       | Croce di Cavaliere con Fronde di Quercia e Spade KIA 23 giugno 1942                                           |
| Günter Steinhausen                  | Leutnant       | 40                                 | JG 27                                       | Croce di Cavaliere KIA 6 settembre 1942                                                                       |
| Ulrich Steinhilper                  | Oberleutnant   |                                    | JG 52                                       | |
| Johannes Steinhoff                  | Oberst         | 176                                | JG 26, JG 52, JG 77                         | Croce di Cavaliere con Fronde di Quercia e Spade                                                              |
| Wilhelm Steinmann                   | Major          | 44                                 | JG 27, JG 4, JV 44                          | Croce di Cavaliere                                                                                            |
| Heinrich Steis                      | Leutnant       | 21                                 | JG 27                                       | |
| Fritz Stendel                       |                |                                    |                                             | |
| Walter Stengel                      |                |                                    |                                             | |
| Horst Sternberg                     |                |                                    |                                             | |
| Heinrich Sterr                      | Oberleutnant   | 130                                | JG 54                                       | Croce di Cavaliere KIA 26 novembre 1944                                                                       |
| Franz Stigler                       | Oberleutnant   | 45                                 | JG 27, JV 44                                | |
| Bruno Stolle                        | Hauptmann      | 35                                 | LG 1, JG 2, JG 11                           | Croce di Cavaliere                                                                                            |
| Hans Stolinberger                   |                |                                    |                                             | |
| Paul Stolte                         |                |                                    |                                             | |
| Paul-August Stolte                  |                |                                    |                                             | |
| Max Stotz                           | Hauptmann      | 189                                | JG 54                                       | Croce di Cavaliere con Fronde di Quercia MIA 19 agosto 1943                                                   |
| Friedrich-Wilhelm Strakeljahn       | Oberfeldwebel  | 9                                  | JG 5, SG 4                                  | Croce di Cavaliere KIA 6 luglio 1944                                                                          |
| Hubert Strassl                      | Oberfeldwebel  | 67                                 | JG 51                                       | Croce di Cavaliere KIA 8 luglio 1943                                                                          |
| Werner Streib                       | Oberst         | 66                                 | NJG 1                                       | Croce di Cavaliere con Fronde di Quercia e Spade                                                              |
| Hans Strelow                        | Leutnant       | 68                                 | JG 51                                       | Croce di Cavaliere con Fronde di Quercia KIA 22 maggio 1942                                                   |
| Fritz Stritzel                      | Stabsfeldwebel | 19                                 | JG 2                                        | |
| Karl Strohecker                     | Oberfeldwebel  | 24                                 | NJG 100                                     | |
| Heinz Strüning                      | Hauptmann      | 56                                 | ZG 26, KG 30, NJG 2, NJG 1                  | Croce di Cavaliere con Fronde di Quercia KIA 25 dicembre 1944                                                 |
| Franz Stuckler                      |                |                                    |                                             | |
| Werner Stumpf                       | Oberfeldwebel  | 47                                 | JG 53                                       | Croce di Cavaliere KIA 13 ottobre 1942                                                                        |
| Gustav Sturm                        | Oberleutnant   | 22                                 | JG 27, JG 3, JG 51, EJG 2, JG 7             | |
| Heinrich Sturm                      | Hauptmann      | 158                                | JG 52                                       | Croce di Cavaliere KIA 22 dicembre 1944                                                                       |
| Alfred Surau                        | Oberfeldwebel  | 46                                 | JG 3                                        | |
| Ernst Süß                           | Oberleutnant   | 68                                 | JG 52                                       | Croce di Cavaliere KIA 20 dicembre 1943                                                                       |
| Paul Szameitat                      | Hauptmann      | 29                                 | NJG 3                                       | Croce di Cavaliere KIA 2 gennaio 1944                                                                         |
| Willi Szuggar                       | Oberfeldwebel  | 4 (+5 in Spagna)                   | JG 52, JG 26                                | |

### T
| Nome e cognome     | Grado          | Vittorie totali in tempo di guerra | Unità                 | Note                                                          |
| ------------------ | -------------- | ---------------------------------- | --------------------- | ------------------------------------------------------------- |
| Adolph Tabbat      | Feldwebel      | 6                                  | JG 26                 |                                                               |
| Otto Tange         | Oberleutnant   | 68                                 | JG 51                 | Croce di Cavaliere KIA 30 luglio 1943                         |
| Kurt Tangermann    | Leutnant       | 46                                 | JG 54                 |                                                               |
| Kurt Tanzer        | Leutnant       | 143                                | JG 51                 | Croce di Cavaliere                                            |
| Gabriel Tautscher  | Unteroffizier  | 55                                 | JG 51                 |                                                               |
| Fritz Tegtmeier    | Oberleutnant   | 146                                | JG 54, JG 7           | Croce di Cavaliere                                            |
| Hans Tetzner       |                |                                    |                       |                                                               |
| Alfred Teumer      | Oberleutnant   | 76                                 | JG 54, JG 7           | Croce di Cavaliere KIFA 4 ottobre 1944                        |
| Edwin Thiel        | Hauptmann      | 76                                 | JG 52, JG 51          | Croce di Cavaliere KIA 14 luglio 1944                         |
| Werner Thierfelder | Hauptmann      | 27                                 | ZG 26                 | Croce di Cavaliere KIFA 18 luglio 1944                        |
| Wolfgang Thimmig   | Oberstleutnant | 24                                 | NJG 1, NJG 2, NJG 4   |                                                               |
| Gerhard Thyben     | Oberleutnant   | 157                                | JG 3, JG 54           | Croce di Cavaliere con Fronde di Quercia                      |
| Ekkehard Tichy     | Hauptmann      | 25                                 | JG 53, JG 3           | Croce di Cavaliere KIA 16 agosto 1944                         |
| Horst Tietzen      | Hauptmann      | 20 (+7 in Spagna)                  | JG 51                 | Croce di Cavaliere KIA 18 agosto 1940                         |
| Günther Tonne      | Major          | 15                                 | SKG 210, SKG 10, ZG 1 | Croce di Cavaliere con Fronde di Quercia KIA 15 luglio 1943   |
| Wolfgang Tonne     | Hauptmann      | 122                                | JG 53                 | Croce di Cavaliere con Fronde di Quercia KIA 20 aprile 1943   |
| Eduard Tratt       | Major          | 38                                 | ZG 1, ZG 26           | Croce di Cavaliere con Fronde di Quercia KIA 22 febbraio 1944 |
| Hannes Trautloft   | Oberst         | 53 (+5 in Spagna)                  | JG 51, JG 54          | Croce di Cavaliere                                            |
| Rudolf Trenkel     | Hauptmann      | 138                                | JG 77, JG 52          | Croce di Cavaliere                                            |

### U
| Nome e cognome  | Grado     | Vittorie totali in tempo di guerra | Unità       | Note                                                        |
| --------------- | --------- | ---------------------------------- | ----------- | ----------------------------------------------------------- |
| Kurt Ubben      | Major     | 110                                | JG 77, JG 2 | Croce di Cavaliere con Fronde di Quercia KIA 27 aprile 1944 |
| Hermann Ulbrich | Feldwebel | 33                                 | JG 51       |                                                             |
| Horst Ulenberg  | Leutnant  | 17                                 | JG 26       |                                                             |
| Willy Unger     | Leutnant  | 24                                 | JG 3, JG 7  | Croce di Cavaliere                                          |
| Robert Unzeitig | Leutnant  | 10                                 | JG 26       |                                                             |

### V
| Nome e cognome      | Grado         | Vittorie totali in tempo di guerra | Unità       | Note                                                              |
| ------------------- | ------------- | ---------------------------------- | ----------- | ----------------------------------------------------------------- |
| Heinrich Vandeweerd | Oberfähnrich  | 6                                  | JG 26       |                                                                   |
| Bernhard Vechtel    | Oberleutnant  | 108                                | JG 51       | Croce di Cavaliere                                                |
| Helmut Viedebantt   | Major         | 23                                 | ZG 1, SG 10 | Croce di Cavaliere KIA 1º maggio 1945                             |
| Heinz Vinke         | Oberleutnant  | 54                                 | NJG 1       | Croce di Cavaliere con Fronde di Quercia KIA 26 febbraio 1944     |
| Otto Vinzent        | Oberleutnant  | 45                                 | JG 54       |                                                                   |
| Ferdinand Vögl      | Hauptmann     | 33                                 | JG 27       |                                                                   |
| Heinz-Gerhard Vogt  | Oberleutnant  | 48                                 | JG 26       | Croce di Cavaliere KIA 14 gennaio 1945                            |
| Maximilian Volke    | Oberfeldwebel | 37                                 | JG 77       | Resti di Volke e del suo aereo ritrovati nel 2007 vicino a Modena |
| Hans Vollett        |               |                                    |             |                                                                   |

### W
| Nome e cognome           | Grado          | Vittorie totali in tempo di guerra | Unità                                                | Note                                                                 |
| ------------------------ | -------------- | ---------------------------------- | ---------------------------------------------------- | -------------------------------------------------------------------- |
| Freidrich Wachowiak      | Leutnant       | 86                                 | JG 52, JG 3                                          | Croce di Cavaliere KIA 16 luglio 1944                                |
| Edmund Wagner            | Oberfeldwebel  | 56                                 | JG 51                                                | Croce di Cavaliere KIA 13 novembre 1941                              |
| Rudolf Wagner            | Leutnant       | 81                                 | JG 51                                                | Croce di Cavaliere MIA 11 dicembre 1943                              |
| Hans Waldmann            | Oberleutnant   | 134                                | JG 52, JG 3, JG 7                                    | Croce di Cavaliere KIFA 18 marzo 1945                                |
| Horst Walther            | Oberleutnant   | 35                                 | JG 51                                                |                                                                      |
| Siegfried Wandam         | Oberleutnant   | 10                                 | NJG 1                                                |                                                                      |
| Joachim Wandel           | Hauptmann      | 75                                 | JG 54                                                | Croce di Cavaliere KIA 7 ottobre 1942                                |
| Karl-Heinz Weber         | Hauptmann      | 136                                | JG 51, JG 1                                          | Croce di Cavaliere con Fronde di Quercia KIA 7 giugno 1944           |
| Heinrich Wefers          |                | 52                                 | JG 52, JG 54                                         |                                                                      |
| Günther Wegmann          | Oberleutnant   | 21                                 | ZG 26, EKdo 262, JG 7                                |                                                                      |
| Alfred Wehmeyer          | Oberleutnant   | 18                                 | ZG 26                                                | Croce di Cavaliere KIA 1º giugno 1942                                |
| Herbert Wehnelt          |                |                                    |                                                      |                                                                      |
| Gerhard Weigand          |                |                                    |                                                      |                                                                      |
| Hans-Dieter Weihs        | Leutnant       | 8                                  | JG 7                                                 |                                                                      |
| Hans Weik                | Hauptmann      | 36                                 | JG 3, EJGr Ost, EJG 2                                | Croce di Cavaliere                                                   |
| Franz Weinhausen         |                |                                    |                                                      |                                                                      |
| Dietrich Weinitschke     | Feldwebel      | 18                                 | JG 5                                                 |                                                                      |
| Robert Weiß              | Hauptmann      | 121                                | JG 54                                                | Croce di Cavaliere con Fronde di Quercia KIA 29 dicembre 1944        |
| Theodor Weissenberger    | Major          | 208                                | JG 5, JG 7                                           | Croce di Cavaliere con Fronde di Quercia                             |
| Ernst Weismann           | Oberleutnant   | 69                                 | JG 51                                                | Croce di Cavaliere MIA 13 agosto 1942                                |
| Kurt Welter              | Oberleutnant   | 63                                 | JG 300, NJG 11                                       | Croce di Cavaliere con Fronde di Quercia                             |
| Hans-Gerd Wennekers      |                | 24                                 |                                                      |                                                                      |
| Karl Wenschelmeyer       |                |                                    |                                                      |                                                                      |
| Peter Werfft             | Major          | 26                                 | JG 27                                                | Croce di Cavaliere                                                   |
| Heinz Wernicke           | Leutnant       | 117                                | JG 54                                                | Croce di Cavaliere KIFA 27 dicembre 1944                             |
| Ulrich Wernitz           | Leutnant       | 101                                | JG 54                                                | Croce di Cavaliere                                                   |
| Franz von Werra          | Hauptmann      | 21                                 | JG 3, JG 53                                          | Croce di Cavaliere KIFA 25 ottobre 1941                              |
| Otto Weßling             | Oberleutnant   | 83                                 | JG 3                                                 | Croce di Cavaliere con Fronde di Quercia KIA 19 aprile 1944          |
| Hans-Juergen Westphal    |                |                                    |                                                      |                                                                      |
| Helmut Wettstein         |                |                                    |                                                      |                                                                      |
| Walther Wever            | Oberleutnant   | 44                                 | JG 51, JG 7                                          | Croce di Cavaliere KIFA 10 aprile 1945                               |
| Helmut Wick              | Major          | 56                                 | JG 2                                                 | Croce di Cavaliere con Fronde di Quercia MIA 28 novembre 1940        |
| Heinfried Wiegand        |                |                                    |                                                      |                                                                      |
| Johannes Wiese           | Major          | 133                                | JG 52, JG 77                                         | Croce di Cavaliere con Fronde di Quercia 12 vittorie in una missione |
| Wolf-Dietrich Wilcke     | Oberst         | 162                                | JG 53, JG 3                                          | Croce di Cavaliere con Fronde di Quercia e Spade KIA 23 marzo 1944   |
| Karl Willius             | Oberleutnant   | 50                                 | JG 26                                                | Croce di Cavaliere KIA 8 aprile 1944                                 |
| Maximilian Winkler       |                |                                    |                                                      |                                                                      |
| Alexander von Winterfelt | Oberstleutnant | 13                                 | JG 2, JG 77                                          | Croce di Cavaliere KIFA 16 maggio 1942                               |
| Hermann Wischniewski     | Oberfähnrich   | 28                                 | JG 300                                               | Croce di Cavaliere                                                   |
| Hans Witzel              |                |                                    |                                                      |                                                                      |
| Ulrich Wöhnert           | Leutnant       | 86                                 | JG 54                                                | Croce di Cavaliere                                                   |
| Heinrich Wohlers         | Major          | 29                                 | NJG 4, NJG 6                                         | Croce di Cavaliere KIFA 15 marzo 1944                                |
| Franz Woidich            | Oberleutnant   | 110                                | JG 27, JG 52, JG 400                                 | Croce di Cavaliere                                                   |
| Erich Woitke             | Hauptmann      | 26 (+4 in Spagna)                  | J/88, JG 3, JG 52, JG 77, JG 27, JG 11, JG 300, JG 1 | Croce Tedesca in oro KIA 24 dicembre 1944                            |
| Albin Wolf               | Oberleutnant   | 144                                | JG 54                                                | Croce di Cavaliere con Fronde di Quercia KIA 22 aprile 1944          |
| Hermann Wolf             | Leutnant       | 57                                 | JG 52, JG 11, JG 7                                   | Croce di Cavaliere                                                   |
| Robert Wolf              | Leutnant       | 21                                 | NJG 5                                                |                                                                      |
| Walter Wolfrum           | Oberleutnant   | 137                                | JG 52                                                | Croce di Cavaliere                                                   |
| David Wollmann           |                |                                    |                                                      |                                                                      |
| Helmut Woltersdorf       | Oberleutnant   | 19                                 | NJG 1                                                | KIA 2 giugno 1942                                                    |
| Waldemar Wübke           | Hauptmann      | 16                                 | JG 54, JG 101                                        |                                                                      |
| Karl Wünsch              | Leutnant       | 25                                 | JG 27                                                |                                                                      |
| Otto Würfel              | Leutnant       | 79                                 | JG 51                                                | Croce di Cavaliere MIA 23 febbraio 1944                              |
| Josef Wurmheller         | Major          | 102                                | JG 53, JG 2                                          | Croce di Cavaliere con Fronde di Quercia e Spade KIA 22 giugno 1944  |

### Z
| Nome e cognome        | Grado         | Vittorie totali in tempo di guerra | Unità                        | Note                                                       |
| --------------------- | ------------- | ---------------------------------- | ---------------------------- | ---------------------------------------------------------- |
| Joachim Zeller        |               | 7                                  | JG 26                        |                                                            |
| Walter Zellot         | Leutnant      | 85                                 | JG 53                        | Croce di Cavaliere KIA 10 settembre 1942                   |
| Oskar Zimmermann      | Leutnant      | 48                                 | JG 51, JG 3                  | Croce di Cavaliere                                         |
| Füllbert Zink         | Hauptmann     | 36                                 | JG 26                        |                                                            |
| Josef Zirngibl        | Oberfeldwebel | 9                                  | JG 26                        |                                                            |
| Paul Zorner           | Major         | 59                                 | NJG 2, NJG 3, NJG 100, NJG 5 | Croce di Cavaliere con Fronde di Quercia                   |
| Franz-Josef Zoufahl   | Oberfeldwebel | 26                                 | JG 51                        |                                                            |
| Eugen-Ludwig Zweigart | Oberleutnant  | 69                                 | JG 54                        | Croce di Cavaliere KIA 12 gennaio 1943                     |
| Josef Zwernemann      | Hauptmann     | 126                                | JG 52, JG 11                 | Croce di Cavaliere con Fronde di Quercia KIA 8 aprile 1944 |
| Rudi Zwesken          | Oberfeldwebel | 25                                 | JG 52, JG 300                | Croce di Cavaliere                                         |